# Om
Oamenii (Homo sapiens) sunt o specie de primate. Ei sunt singurii membri existenți ai subtribului Hominina și – împreună cu cimpanzeii, gorilele și urangutanii – fac parte din familia Hominidae (maimuțe antropoide sau hominizi). Oamenii sunt animale terestre, caracterizate prin postura erectă și locomoția bipedă, dexteritate manuală mare și utilizare intensă a uneltelor comparativ cu alte animale, utilizarea limbajului complex în comparație cu alte comunicații animale, creiere mai mari, mai complexe decât alte primate. Oamenii sunt foarte sociali și tind să trăiască în structuri sociale complexe compuse din multe grupuri cooperante și concurente, de la familii și rețele de rudenie până la state politice. Interacțiunile sociale dintre oameni au stabilit o mare varietate de valori, norme sociale și ritualuri, care susțin societatea umană. Curiozitatea și dorința umană de a înțelege și influența mediul înconjurător și de a explica și manipula fenomene au motivat dezvoltarea științei, filosofiei, mitologiei, religiei și a altor domenii ale cunoașterii.
Deși unii oameni de știință echivalează termenul de oameni cu toți membrii genului Homo, în uz comun se referă în general la Homo sapiens, singurul membru existent. Oamenii moderni din punct de vedere anatomic au apărut în Africa cu aproximativ 300.000 de ani în urmă, evoluând din Homo heidelbergensis sau dintr-o specie similară și migrând din Africa, înlocuind treptat populațiile locale de oameni arhaici.  Pentru cea mai mare parte a istoriei, toți oamenii au fost vânători-culegători nomazi. Oamenii au început să manifeste modernitate comportamentală în urmă cu aproximativ 160.000-60.000 de ani. Revoluția neolitică, care a început în Asia de sud-vest cu aproximativ 13.000 de ani în urmă (și separat în alte câteva locuri), a dus la apariția agriculturii și a așezărilor umane permanente. Pe măsură ce populațiile au devenit mai mari și mai dense, formele de guvernare s-au dezvoltat în cadrul și între comunități și a crescut numărul de civilizații. Oamenii au continuat să se extindă, în 2023 fiind o populație globală de 8 miliarde.
Deși oamenii variază în multe trăsături (cum ar fi predispozițiile genetice și caracteristicile fizice), doi oameni oricare au o similaritate genetică de cel puțin 99%. La oameni există dimorfism sexual: în general, bărbații au o forță corporală mai mare, iar femeile au un procent mai mare de grăsime corporală. La pubertate, oamenii dezvoltă caracteristici sexuale secundare. 
Oamenii sunt omnivori, capabili să consume o mare varietate de materiale vegetale și animale și au folosit focul și alte forme de căldură pentru a pregăti și găti alimente încă de pe vremea lui Homo erectus. Pot supraviețui până la opt săptămâni fără mâncare și trei sau patru zile fără apă. Oamenii sunt în general diurni, dormind în medie șapte până la nouă ore pe zi. Nașterea este periculoasă, cu un risc ridicat de complicații și deces. Adesea, atât mama, cât și tatăl asigură îngrijirea copiilor lor, care sunt neputincioși la naștere.
Oamenii au un cortex prefrontal mare și foarte dezvoltat, regiunea creierului asociată cu o cogniție superioară. Sunt inteligenți, capabili de memorie episodică, au expresii faciale flexibile, conștientizare de sine și capacitatea de a fi empatici. Mintea umană este capabilă de introspecție, de gândire, de imaginație, de voință și de a-și forma vederi asupra existenței. Acest lucru a permis mari progrese tehnologice și dezvoltarea unor instrumente complexe posibile prin rațiune și transmiterea cunoștințelor către generațiile ulterioare. Limbajul, arta și comerțul sunt caracteristici definitorii ale oamenilor. Rutele comerciale pe distanțe lungi au putut duce la explozii culturale și la distribuția resurselor care au oferit oamenilor un avantaj față de alte specii similare.

## Etimologie și definiție
Deși poate fi aplicat și altor membri ai genului Homo, în uzul comun, cuvântul „om” se referă în general la singura specie existentă —Homo sapiens. Definiția lui H. sapiens în sine este dezbătută. Unii paleoantropologi includ fosile pe care alții le-au alocat diferitelor specii, în timp ce majoritatea atribuie doar fosile care se aliniază anatomic cu specia așa cum există astăzi.
Cuvântul românesc „om” derivă din latinescul homō care înseamnă „ființă umană” sau „om”  în sensul generic al "ființei umane, omenire".
Numele binomial Homo sapiens a fost inventat de Carl Linnaeus în lucrarea sa din secolul al XVIII-lea, Systema Naturae. Denumirea generică „Homo“ este o derivare din secolul al XVIII-lea din latinescul homō, care se referă la oameni de ambele sexe. Denumirea speciei „sapiens” înseamnă „înțelept”.

## Evoluție
Genul Homo a evoluat și s-a separat de alte hominine din Africa acum câteva milioane de ani, după ce clada umană s-a despărțit de linia cimpanzeilor. Oamenii moderni, în special subspecia Homo sapiens sapiens, au colonizat toate continentele și insulele mari, ajungând în Eurasia acum 125.000-60.000 de ani, în Australia în urmă cu aproximativ 40.000 de ani, în America în urmă cu aproximativ 15.000 de ani  și în insule îndepărtate precum Hawaii, Insula Paștelui, Madagascar și Noua Zeelandă între anii 300 și 1280.

Cele două subfamilii: Ponginae și Homininae în arborele genealogic al familiei de primate mari (hominide). Pongo = urangutani; Gorile;
Pan = cimpanzei; Homo = oameni

Cele mai apropiate rude vii ale oamenilor sunt cimpanzeii și bonobii (genul Pan), precum și gorilele (genul Gorilla). Gibonii (familia Hylobatidae) și urangutanii (genul Pongo) au fost primele grupuri care s-au despărțit de linia care a dus la oameni, apoi gorilele și, în cele din urmă, cimpanzeii. Data desprinderii dintre filiațiile umane și cimpanzei este plasată acum 4-8 milioane de ani, în Miocenul târziu. În timpul acestei scindări, cromozomul 2 s-a format din îmbinarea altor doi cromozomi, lăsând oamenilor doar 23 de perechi de cromozomi, comparativ cu 24 la celelalte maimuțe.

Cele mai vechi fosile care au fost propuse ca membri ai liniei homine sunt Orrorin tugenensis datat la o vechime de 5,7 milioane de ani și Ardipithecus kadabba, datat la o vechime de 5,6  milioane de ani. Din aceste specii timpurii, au apărut australopitecinele în urmă cu aproximativ 4 milioane de ani, divergând în ramura robustă (Paranthropus) și ramura gracilă (Australopithecus). Este posibil ca una dintre ele — cum ar fi Australopithecus garhi datat la o vechime de 2,5 milioane de ani — să fie un stămoș direct al genului Homo.
Primii membri ai genului Homo au evoluat acum aproximativ 2,8  milioane de ani. Homo habilis a fost considerat prima specie pentru care există dovezi clare ale utilizării uneltelor din piatră. Cu toate acestea, creierul lui H. habilis avea aproximativ aceeași dimensiune ca și un cimpanzeu, iar principala lui adaptare a fost poziția bipedă. În următorul milion de ani a început un proces de encefalizare și, odată cu apariția lui Homo erectus în registrul fosil, capacitatea craniană s-a dublat. H. erectus a fost primul dintre hominina care a părăsit Africa, acum 1,3-1,8 milioane de ani. O populație, clasificată uneori ca specia separată Homo ergaster, a rămas în Africa și a evoluat în Homo sapiens. Se crede că aceste specii au fost primele care au folosit focul și uneltele complexe.
Cele mai vechi fosile de tranziție dintre H. ergaster/erectus și oamenii arhaici provin din Africa, cum ar fi Homo rhodesiensis, dar forme aparent tranzitorii au fost găsite și în Dmanisi, Georgia. Acești descendenți ai H. erectus s-au răspândit prin Eurasia acum aproximativ 500.000 de ani, evoluând spre H. antecessor, H. heidelbergensis și H. neanderthalensis. Fosilele oamenilor moderni din punct de vedere anatomic care datează din Paleoliticul mijlciu  (acum aproximativ 200.000 de ani) includ rămășițele Omo-Kibish I din Etiopia și fosilele din Herto Bouri, Etiopia. Rămășițele Jebel Irhoud din Maroc clasificate acum ca Homo sapiens timpuriu și craniul Florisbad din Africa de Sud, au fost datate la o vechime de 300.000 și, respectiv, 259.000 de ani. Înregistrările fosile ale Homo sapiens arhaic de la Skhul din Israel și Europa de Sud încep acum aproximativ 90.000 de ani.

### Adaptări anatomice

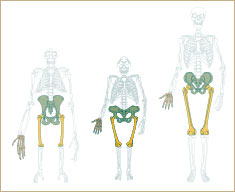
Diferențe ale bazinului și femurului la cimpanzeu, Australopithecus și om

Evoluția umană se caracterizează printr-o serie de modificări morfologice, de dezvoltare, fiziologice și comportamentale care au avut loc de la despărțirea dintre ultimul strămoș comun al cimpanzeilor și al oamenilor. Cele mai semnificative dintre aceste adaptări sunt: poziția bipedă, mărirea creierului, ontogenia prelungită (gestație și copilărie), dimorfismul sexual scăzut (neotenie). Relația dintre toate aceste schimbări face obiectul unor dezbateri. O altă modificare morfologică semnificativă este evoluția degetului mare opozabil, care a devenit mai lung și mai puternic, o schimbare care apare întâi la Homo erectus.
Poziția bipedă este adaptarea de bază a liniei hominine și este considerată principala cauză din spatele unei suite de modificări scheletice împărtășite de toți homininii bipezi. Până în 2020 cel mai timpuriu hominin biped a fost considerat Sahelanthropus (7–6,2 Ma), însă în noiembrie 2020 cercetătorii au raportat că Sahelanthropus nu a fost un hominin. Prin urmare, în prezent, cel mai timpuriu hominin biped este considerat Orrorin (6,1–5,7 Ma). Ardipithecus (5,77–4,4 Ma) stătea pe deplin pe două picioare, nu era nevoie să se sprijine cu mâinile, încheieturile sau coatele. Există mai multe teorii despre valoarea de adaptare a poziției bipede. Este posibil ca poziția verticală să fi fost favorizată deoarece a eliberat mâinile care puteau astfel să transporte hrana, pentru exploatarea resurselor solului pe scară tot mai mare, pentru a economisi energie în timpul mersului, pentru că a permis alergarea pe distanțe lungi și vânătoarea, pentru supravegherea unui mediu populat cu numeroși prădători. În 2010, cercetătorii au arătat că pentru a acoperi o anumită distanță, ființa umană cheltuie doar un sfert din energia necesară unui cimpanzeu care merge în patru labe.

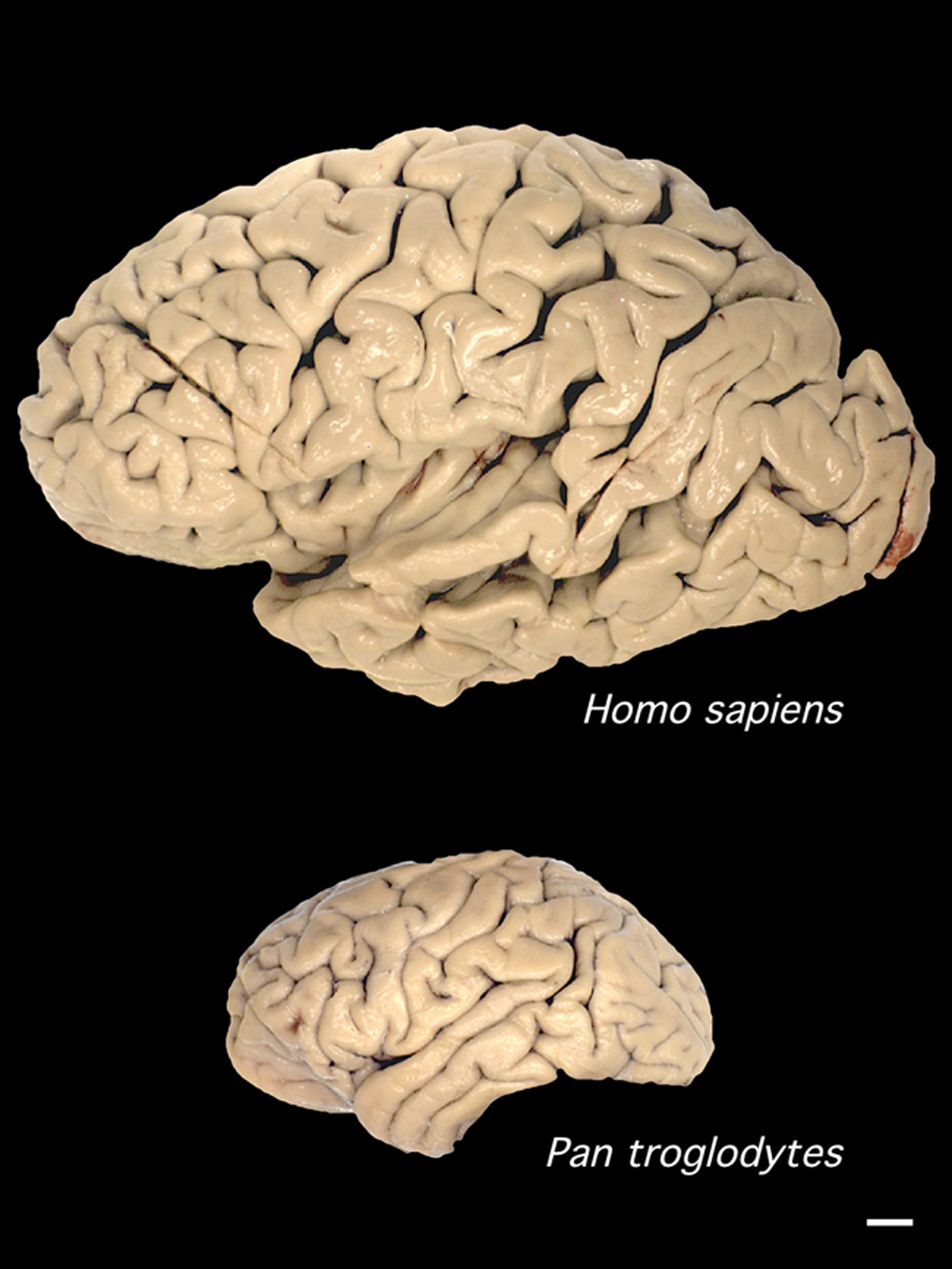
Dimensunea creierului la om și cimpanzeu.

Specia umană a dezvoltat un creier mult mai mare decât cel al altor primate – în mod obișnuit 1.330 cm3 la oamenii moderni, de peste două ori mai mare decât cel al unui cimpanzeu sau gorilă. Modelul de encefalizare a început cu Homo habilis care, la aproximativ 600 cm3, avea un creier puțin mai mare decât cimpanzeii, a continuat cu Homo erectus (800-1.100 cm3), și a atins un maxim la Neanderthalieni cu o dimensiune medie de 1.200-1.900 cm3, mai mare chiar decât la Homo sapiens (însă mai puțin encefalizat). Modelul creșterii creierului uman postnatal diferă de cel al altor antropoide și permite perioade prelungite de învățare socială și de dobândire a limbajului. Diferențele dintre structura creierului uman și cea a altor maimuțe pot fi chiar mai semnificative decât diferențele de dimensiune. Creșterea creierului în volumn nu a afectat în mod egal toate zonele creierului: lobii temporali, care conțin centre pentru procesarea limbajului, au crescut în mod disproporționat, la fel ca și cortexul prefrontal care a fost legat de luarea deciziilor complexe și moderarea comportamentului social. Creșterea creierului uman continuă până la aproximativ 25-30 de ani, însă în funcție de experiența trăită, creierul suportă o remodelare constantă la orice vârstă.
Introducerea consumului din ce în ce mai mare de carne în dietă, sau dezvoltarea gătitului, au jucat un rol esențial în evoluția creierului. Creșterea inteligenței a fost declanșată de necesitatea rezolvării problemelor sociale pe măsură ce societatea umană a devenit mai complexă.
Gradul redus de dimorfism sexual este vizibil în primul rând în reducerea caninilor bărbaților în raport cu alte specii de maimuțe (cu excepția giboniilor). O altă schimbare fiziologică importantă legată de sexualitate la om a fost ovulația ascunsă la femei. Oamenii sunt singurele maimuțe în care femela este fertilă intermitent pe tot parcursul anului și în care corpul nu produce semnale speciale de fertilitate (cum ar fi umflarea genitală în timpul estrului). Cu toate acestea, oamenii păstrează un grad de dimorfism sexual în distribuția părului corporal și a grăsimii subcutanate, iar în dimensiunea generală, bărbații sunt cu aproximativ 25% mai mari decât femeile.

## Istoric

### MigrațiaHomo sapiensși tranziția la civilizație

Răspândirea Homo sapiens

Pe măsură ce Homo sapiens s-a dispersat, a întâlnit soiuri de oameni arhaici atât în Africa, cât și în Eurasia, în Eurasia în special Homo neanderthalensis. În 2010, s-au descoperit dovezi privind transmiterea genelor între oamenii arhaici și moderni în perioada 100.000 până la 30.000 de ani în urmă. Aceasta include amestecul uman modern în Neanderthalieni, amestecul neanderthalian în toți oamenii moderni din afara Africii, amestecul Omului de Denisova în melanezieni, precum și amestecul de la oameni arhaici anonimi la unele populații din Africa subsahariană.
Migrația „afară din Africa“ a Homo sapiens a avut loc în cel puțin două valuri, primul în urmă cu aproximativ 130.000-100.000 de ani, al doilea în urmă cu aproximativ 70.000-50.000 de ani, rezultând în colonizarea Australiei în urmă cu aproximativ 65-50.000 de ani, Această migrație recentă din Africa a derivat din populațiile din Africa de Est, care se separaseră de populațiile migrate în Africa de Sud, Centrală și Vest cu cel puțin 100.000 de ani mai devreme.

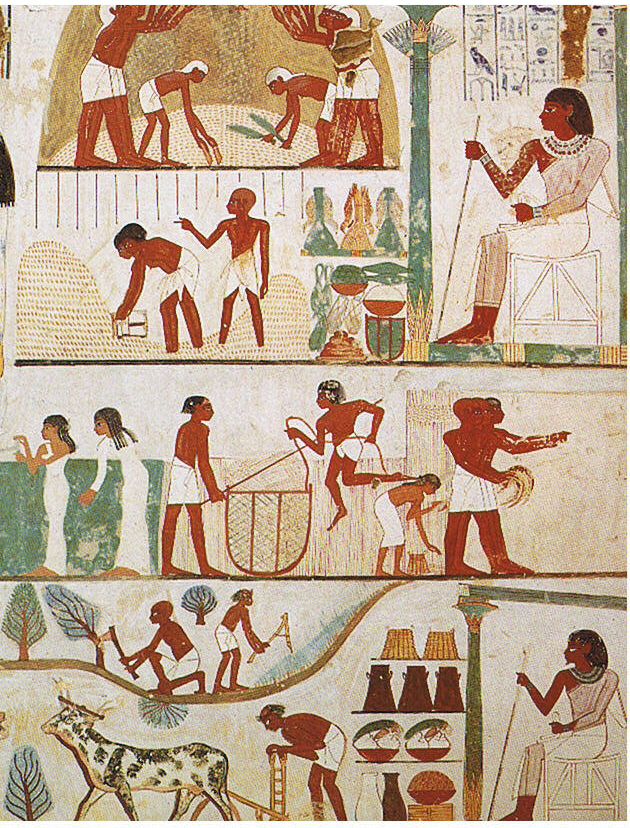
Scene agricole de treierat, un depozit de cereale, recoltarea cu secera, săparea, tăierea copacilor și aratul din Egiptul antic. Mormântul lui Nakht, secolul al XV-lea î.Hr.

Oamenii moderni s-au răspândit ulterior la nivel global, înlocuind oamenii arhaici (fie prin concurență, fie prin hibridizare). Pe la începutul Paleoliticului superior (acum 50.000 de ani) și probabil semnificativ mai devreme  modernitatea comportamentală, inclusiv limbajul, muzica și altele, se dezvoltase universal. Au locuit Eurasia și Oceania cu 40.000 de ani în urmă, iar America cu cel puțin 14.500 de ani în urmă.
Până acum aproximativ 12.000 de ani (începutul Holocenului), toți oamenii trăiau ca vânători-culegători, în general în mici grupuri nomade cunoscute sub numele de societăți de trib, adesea în peșteri. Revoluția neolitică (inventarea agriculturii) a avut loc în urmă cu aproximativ 10.000 de ani, mai întâi în Cornul abundenței, apoi răspândindu-se în mari părți ale lumii vechi în următoarele milenii, și, în mod independent, în Mezoamerica în urmă cu aproximativ 6.000 de ani. Accesul la surplusul de alimente a dus la formarea așezărilor umane permanente, la domesticirea animalelor și la utilizarea uneltelor din metal pentru prima dată în istorie.
Agricultura și stilul de viață sedentar au dus la apariția civilizațiilor timpurii (dezvoltarea orașelor, societatea complexă, stratificarea socială și scrierea) acum aproximativ 5.000 de ani (epoca bronzului), începând prima dată în Mesopotamia.Revoluția științifică, Revoluția tehnologică și Revoluția industrială au adus descoperiri, inovații majore în domeniul transporturilor, cum ar fi avionul și automobilul; dezvoltarea energiei, cum ar fi cărbunele și electricitatea. Odată cu apariția erei informaționale la sfârșitul secolului al XX-lea, oamenii moderni trăiesc într-o lume care a devenit din ce în ce mai globalizată și interconectată. Creșterea populației umane și industrializarea au dus la distrugerea mediului, poluarea contribuind semnificativ la extincția în masă aflată în desfășurare a altor forme de viață numită (Extincția din Holocen), care poate fi accelerată în continuare prin încălzirea globală în viitor.

## Habitat și populație
| Statisticile populaței |                                                              |
| Populația mondială     | 7,9 miliarde                                                 |
| Densitatea populației  | 16/km2 după suprafața totală 53/km2 după suprafața uscatului |

Așezările umane timpurii depindeau de apropierea de apă și – în funcție de stilul de viață – de alte resurse naturale utilizate pentru subzistență, cum ar fi populațiile de animale  pentru vânătoare și terenuri arabile pentru cultivarea culturilor și pășunatul animalelor. Oamenii moderni au o mare capacitate de a-și modifica habitatele prin tehnologie, irigații, planificare urbană, construcții, defrișări și deșertificare. Așezările umane continuă să fie vulnerabile la dezastrele naturale, în special în cazul în care riscul este ridicat și construcțiile sunt de calitate slabă. Modificarea deliberată a habitatului se face adesea cu scopul de a crește confortul sau bogăția materială, de a crește cantitatea de alimente disponibile, de a îmbunătăți estetica sau de a îmbunătăți accesul la resurse sau alte așezări umane. Odată cu apariția infrastructurii comerciale și de transport pe scară largă, apropierea de aceste resurse a devenit inutilă și, în multe locuri, acești factori nu mai sunt o forță motrică a succesului unei populații. 
Capacitatea corpului uman de a se adapta la diferite medii permite oamenilor să se aclimatizeze la o mare varietate de temperaturi, umiditate și altitudini. Ca urmare, oamenii sunt o specie cosmopolită care se găsește în aproape toate regiunile lumii, inclusiv în pădurile tropicale, deșertul arid, regiunile arctice extrem de reci și orașele puternic poluate. Majoritatea celorlalte specii sunt limitate la câteva zone geografice prin adaptabilitatea lor limitată. Populația umană nu este, totuși, distribuită uniform pe suprafața Pământului, densitatea populației variind de la o regiune la alta și există zone întinse aproape complet nelocuite, cum ar fi Antarctica. Majoritatea oamenilor (61%) trăiesc în Asia; restul oamenilor trăiesc în America (14%), Africa (14%), Europa (11%) și Oceania (0,5%).
În secolul trecut, oamenii au explorat medii provocatoare precum Antarctica, adâncul mărilor și spațiul cosmic. Locuirea umană în aceste medii ostile este restrictivă și costisitoare, de obicei limitată ca durată și limitată la expedițiile științifice, militare sau industriale. Prezența umană pe alte corpuri cerești este posibilă cu ajutorul navelor spațiale  și deocamdată doar pe Lună, oamenii fiind prezenți câte doi pentru intervale scurte de timp, între 1969 și 1972. Pe termen lung, prezența umană continuă se face pe orbita din jurul Pământului, odată cu echipajul inițial al Stației Spațiale Internaționale, care a sosit la 2 noiembrie 2000.

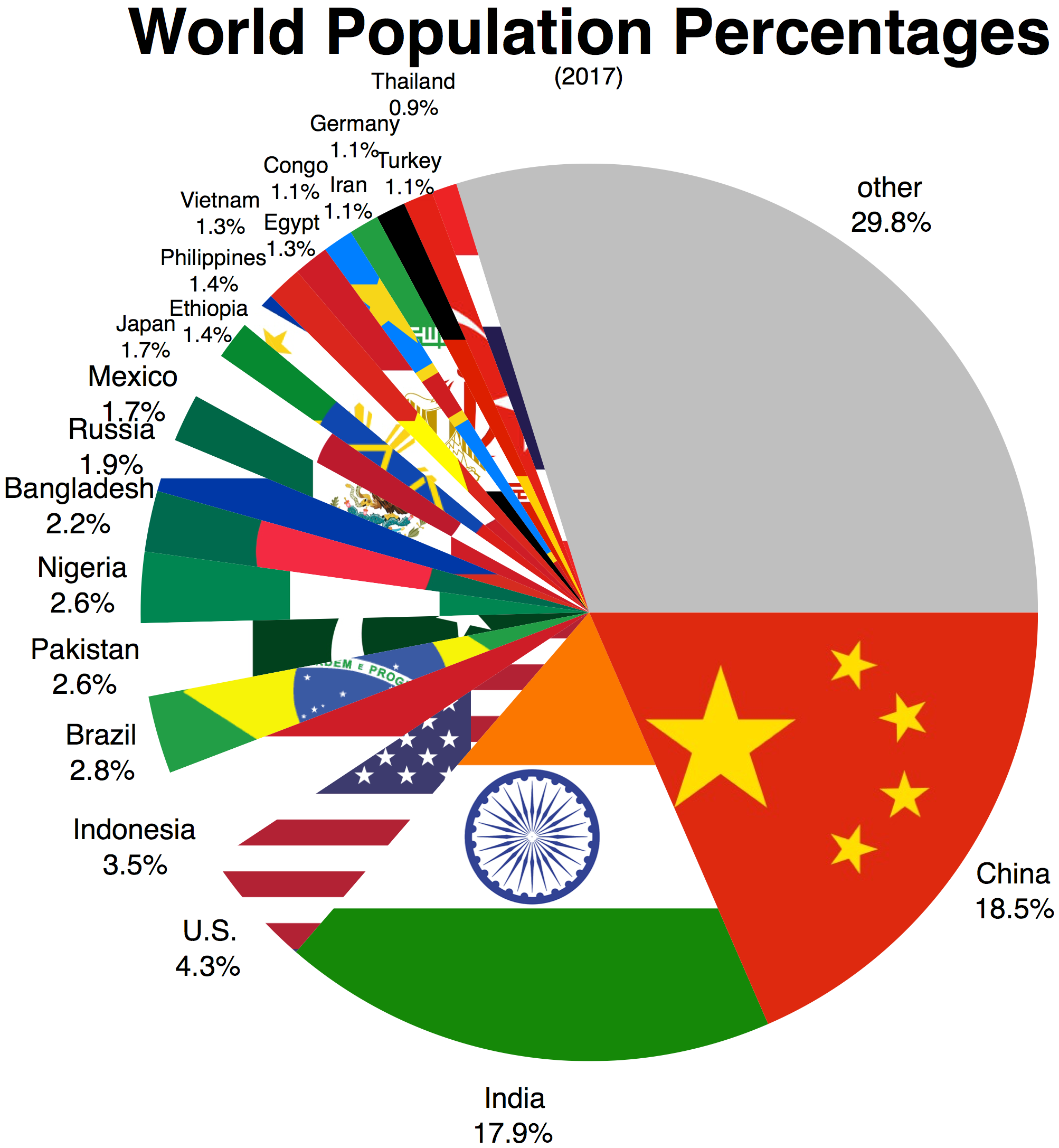
Procentele populației lumii pe țări, 2017.

Estimările populației la momentul în care agricultura a apărut în jurul anului 10.000 î.Hr. variază între 1 milion și 15 milioane. Aproximativ 50–60 de milioane de oameni au trăit în Imperiul Roman de Răsărit și de Apus în secolul al IV-lea d.Hr. Ciumele bubonice, înregistrate pentru prima dată în secolul al VI-lea d.Hr., au redus populația cu 50%, Moartea Neagră ucigând 75–200 de milioane de oameni numai în Eurasia și Africa de Nord. Se crede că populația umană a ajuns la un miliard în 1800. De atunci a crescut exponențial, ajungând la două miliarde în 1930, trei miliarde în 1960, patru în 1975, cinci în 1987 și șase miliarde în 1999. A depășit șapte miliarde în 2011 și 7,9 miliarde în noiembrie 2021. A fost nevoie de peste două milioane de ani de preistorie și istorie umană pentru ca populația umană să atingă un miliard și doar 207 de ani în plus pentru a crește la 7 miliarde. Biomasa combinată a carbonului tuturor oamenilor de pe Pământ în 2018 a fost estimată la 60 de milioane de tone, de aproximativ 10 ori mai mare decât a tuturor mamiferelor nedomesticite.
În 2018, 4,2 miliarde de oameni (55%) trăiau în zonele urbane, față de 751 milioane în 1950. Cele mai urbanizate regiuni sunt America de Nord (82%), America Latină (81%), Europa (74%) și Oceania (68%), Africa și Asia având aproape 90% din populația rurală de 3,4 miliarde a lumii. Problemele pentru oamenii care trăiesc în orașe includ diverse forme de poluare și criminalitate, în special în mahalalele suburbane.
Oamenii au avut un efect dramatic asupra mediului. Sunt prădători de vârf, fiind rareori prădați de alte specii. Creșterea populației umane, industrializarea, dezvoltarea terenurilor, supraconsumul și arderea combustibililor fosili au dus la distrugerea mediului și la poluare care contribuie în mod semnificativ la extincția în masă a altor forme de viață. Ei sunt principalul contributor la schimbările climatice globale, care ar putea accelera extincția Holocenului.

## Biologie

### Anatomie și fiziologie

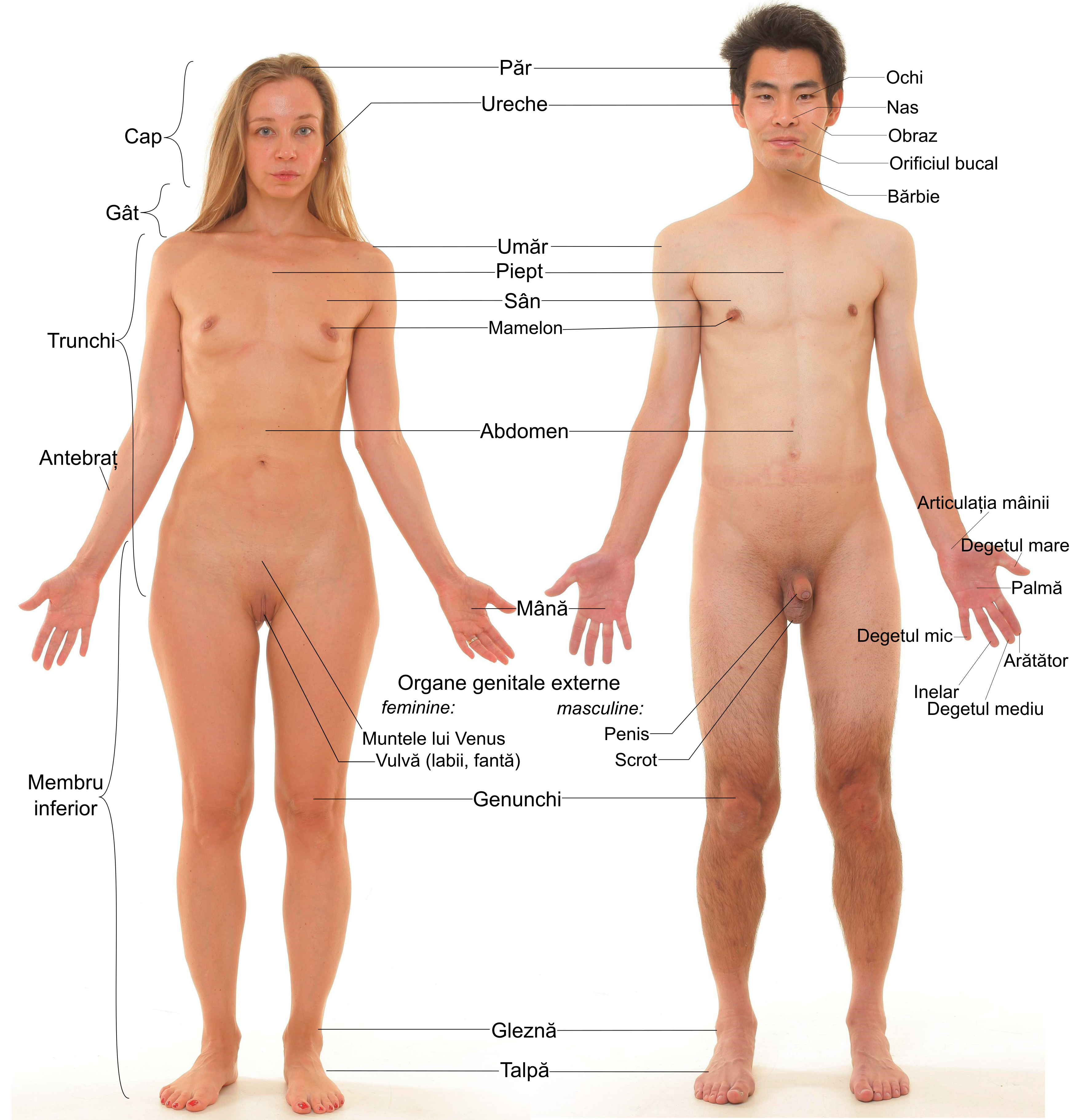
Caracteristici anatomice de bază ale oamenilor de sex feminin și masculin.

Cele mai multe aspecte ale fiziologiei umane sunt strâns omoloage cu aspectele corespunzătoare ale fiziologiei animalelor. Corpul uman este format din picioare, trunchi, brațe, gât și cap. Un corp uman adult este format din aproximativ 100 trilioane (1014) de celule. Sistemele corporale cel mai frecvent definte sunt: nervos, cardiovascular, circulator, digestiv, endocrin, imunitar, tegumentar, limfatic, aparatul locomotor, reproductiv, respirator și urinar.
Oamenii, ca majoritatea celorlalte maimuțe mari, nu au cozi externe, au mai multe sisteme de grupe sanguine, au degetele mari opozabile și sunt dimorfici sexual. Diferențele anatomice relativ minore dintre oameni și cimpanzei sunt în mare parte rezultatul poziției bipede umane și al creierului mai mare. O diferență este că oamenii pot arunca mult mai rapid și mai precis decât alte animale. Oamenii sunt, de asemenea, printre cei mai buni alergători pe distanțe lungi din regnul animal, dar mai înceți pe distanțe scurte. Părul mai subțire al omului și glandele sudoripare mai productive evită extenuarea de la căldură în timpul alergării pe distanțe mari.
Ca o consecință a poziției bipede, femeile au canale de naștere mai înguste. Construcția bazinului uman diferă de alte primate, la fel ca și degetele de la picioare. Un compromis pentru aceste avantaje ale bazinului uman modern este că nașterea este mai dificilă și periculoasă decât la majoritatea mamiferelor, mai ales având în vedere dimensiunea mai mare a capului bebelușilor umani comparativ cu alte primate. Copiii umani trebuie să se întoarcă cu capul în jos înainte de a trece prin canalul nașterii, în timp ce alte primate nu, ceea ce face ca oamenii să fie singura specie la care femelele au nevoie de ajutor (alți membri ai propriei specii) pentru a reduce riscurile nașterii. Ca o soluție parțială evolutivă, feții umani se nasc mai puțin dezvoltați și mai vulnerabili. Puii de cimpanzeu sunt cognitiv mai dezvoltați decât copiii umani până la vârsta de șase luni, când dezvoltarea rapidă a creierului uman depășește cimpanzeii.
În afară de poziția bipedă, oamenii diferă de cimpanzei, mai ales în ceea ce privește mirosul, auzul, digestia proteinelor, mărimea creierului și capacitatea limbajului. Creierul oamenilor este de aproximativ trei ori mai mare decât la cimpanzei. Mai important, raportul creier-corp este mult mai mare la om decât la cimpanzei, iar oamenii au un cortex cerebral semnificativ mai dezvoltat, cu un număr mai mare de neuroni. Abilitățile mentale ale oamenilor sunt remarcabile în comparație cu alte maimuțe. Capacitatea de vorbire a oamenilor este unică printre primate. Oamenii sunt capabili să creeze idei noi și complexe, și să dezvolte tehnologie, lucru fără precedent printre alte organisme de pe Pământ.
| Elementele componente ale corpului uman La o persoană care cântărește 60 kg |         |                    |
| Element                                                                     | Masă    | Procentul de atomi |
| Oxigen                                                                      | 38,8 kg | 25,5%              |
| Carbon                                                                      | 10,9 kg | 9,5%               |
| Hidrogen                                                                    | 6,0 kg  | 63,0%              |
| Azot                                                                        | 1,9 kg  | 1,4%               |
| Altele                                                                      | 2,4 kg  | 0,6%               |

Se estimează că înălțimea medie la nivel mondial pentru un bărbat adult este de aproximativ 171 cm, în timp ce pentru o femeie adultă este de aproximativ 159 cm. Reducerea staturii poate începe la vârsta mijlocie la unii indivizi, dar tinde să fie tipică la persoanele extrem de bătrâne. De-a lungul istoriei, populațiile umane au devenit universal mai înalte, probabil ca o consecință a unei mai bune nutriții, asistență medicală și condiții de viață. Masa medie a unui om adult este de 59 kg pentru femei și 77 kg pentru bărbați. La fel ca multe alte afecțiuni, greutatea corporală și tipul corpului sunt influențate atât de susceptibilitatea genetică, cât și de mediul înconjurător și variază foarte mult între indivizi.
Oamenii au o densitate a foliculilor de păr comparabilă cu alte maimuțe. Cu toate acestea, părul corpului uman este păr scurt, subțire, de culoare deschisă și abia vizibil. În contrast (și neobișnuit între specii), un folicul de păr terminal pe scalpul uman poate crește mulți ani înainte de a cădea.
Oamenii au aproximativ 2 milioane de glande sudoripare răspândite pe întregul lor corp, mult mai multe decât cimpanzeii, ale căror glande sudoripare sunt rare și sunt situate în principal pe palma mâinii și pe tălpile picioarelor. Oamenii au cel mai mare număr de glande sudoripare ecrine dintre specii.
Formula dentară a oamenilor este: 2.1.2.32.1.2.3 Oamenii au un palat (palatum) proporțional mai scurt și dinți mult mai mici decât alte primate. Oamenii au dinții înghesuiți în mod caracteristic, golurile dinților pierduți închizându-se obicei rapid la persoanele tinere. Treptat, oamenii își pierd molarii, la unii indivizi aceștia lipsind congenital.

### Genetică

Reprezentarea grafică a cariotipului uman normal

La fel ca majoritatea animalelor, oamenii sunt o specie eucariotă diploidă. Fiecare celulă somatică are două seturi de 23 de cromozomi, fiecare set primit de la un părinte; gameții au un singur set de cromozomi, care este un amestec al celor două seturi parentale. Dintre cele 23 de perechi de cromozomi există 22 de perechi de autozomi și o pereche de cromozomi sexuali. La fel ca alte mamifere, oamenii au un sistem de determinare a sexului XY, femeile având cromozomi sexuali XX și bărbații XY.
Nu pot exista doi oameni identici genetic – nici măcar gemenii monozigoți. Genele și mediul înconjurător influențează variația biologică umană în caracteristici vizibile, fiziologie, susceptibilitatea bolii și abilitățile mentale. Influența exactă a genelor și a mediului asupra anumitor trăsături nu este bine înțeleasă. Comparativ cu maimuțele mari, secvențele genetice umane – chiar și în rândul populațiilor africane  – sunt remarcabil de omogene. În medie, similitudinea genetică între oricare doi oameni este de 99,5%-99,9%. Există aproximativ de 2-3 ori mai multă diversitate genetică în populația de cimpanzei sălbatici decât în întregul fond de gene umane.
Conform estimărilor actuale, oamenii au aproximativ 22.000 de gene. Variația ADN-ului uman este foarte mică în comparație cu alte specii, sugerând o posibilă „gâtuire genetică” în timpul Pleistocenului târziu (acum aproximativ 100.000 de ani), când populația umană a fost redusă la un număr mic de perechi reproducătoare. Prin compararea ADN-ului mitocondrial, care este moștenit doar pe linie maternă, geneticienii au ajuns la concluzia că ultimul strămoș comun al cărui marker genetic se găsește la toți oamenii moderni, așa-numita Eva mitocondrială, trebuie să fi trăit cu aproximativ 90.000-200.000 de ani în urmă.
Forța selecției naturale a continuat să funcționeze asupra populațiilor umane, cu dovezi că anumite regiuni ale genomului prezintă selecție direcțională în ultimii 15.000 de ani.

### Ciclul de viață
Speranța de viață a omului este mai lungă decât a oricărui alt mamifer, aproximativ 80 de ani în țările dezvoltate. În cele mai vechi timpuri (și chiar și astăzi în multe țări în curs de dezvoltare), speranța de viață era mult mai mică, dar acest lucru se datora în principal ratei ridicate de mortalitate infantilă Oamenii care ajungeau la vârsta adultă puteau atinge vârste similare cu cele ale oamenilor de astăzi. Cea mai longevivă vârstă umană înregistrată cu certitudine este de 122 de ani.
Sarcina la om durează în medie 9 luni. Ca și în cazul altor mamifere placentare, fătul primește alimente și oxigen din sângele mamei prin placentă și cordonul ombilical. De obicei se naște un singur copil, dar se nasc câteva zeci de gemeni, iar nașterile de tripleți, cvadrupleți și chiar quintupleți au loc însă foate rar. Comparativ cu alte specii de mamifere, nașterea umană este mai dificilă și prelungită și uneori chiar periculoasă, deoarece capul relativ mare al fătului are dificultăți în trecerea prin canalul de naștere dintre oasele pelvine ale mamei. Riscul nașterii a scăzut semnificativ în secolele XX și XXI, datorită inovațiilor medicale, cum ar fi dezinfectarea, operația cezariană, examinarea cu ultrasunete a sarcinii și amniocenteza.
Copilul este neajutorat la naștere și complet dependent de părinții săi. Atât mama, cât și tatăl asigură îngrijirea descendenților umani, spre deosebire de alte primate, unde îngrijirea părintească este în mare parte limitată la mame. Un proces unic pentru copii este învățarea limbii vorbite în mediul lor imediat.
Perioada copilăriei este considerată între 3 și 12 ani și este caracterizată de o creștere continuă într-un ritm mai lent decât perioada anterioară. Copiii sunt încă foarte dependenți de părinți pentru protecție, mijloace de trai și îndrumare. Sunt foarte curioși, excelează în abilități de învățare și se joacă adesea. Perioada pubertății este considerată a fi între 12 și 20 de ani și se caracterizează prin procesul de maturizare sexuală și o tendință crescândă spre independență. În comparație cu alte primate, oamenii experimentează o creștere neobișnuit de rapidă în timpul adolescenței, unde corpul crește cu 25% ca dimensiune. Cimpanzeii, de exemplu, cresc doar cu 14%. În total, copilăria și adolescența durează împreună aproximativ un sfert din speranța generală de viață, mai mult decât la orice alt mamifer, permițând astfel oamenilor să învețe multe lucruri până când ajung la maturitate.
Un alt fenomen unic pentru om este o viață care durează mult după sfârșitul perioadei de fertilitate sexuală. Acest fenomen se remarcă mai ales la femei, care la menopauză (în cultura occidentală de obicei în jurul vârstei de 50 de ani) încetează ovulația și nu mai sunt capabile să nască, dar de multe ori își ajută fiii și fiicele adulte să aibă grijă de nepoți. Procesul este mai lung și mai gradual la bărbați, deoarece producția de spermă din corpul lor nu se oprește și, în principiu, își pot menține fertilitatea până la vârsta extremă, dar o scădere a calității spermei și a libidoului determină, de asemenea, majoritatea bărbaților mai în vârstă să se concentreze pe a-și ajuta nepoții în loc să aibă mai mulți copii. 

### Nutriție

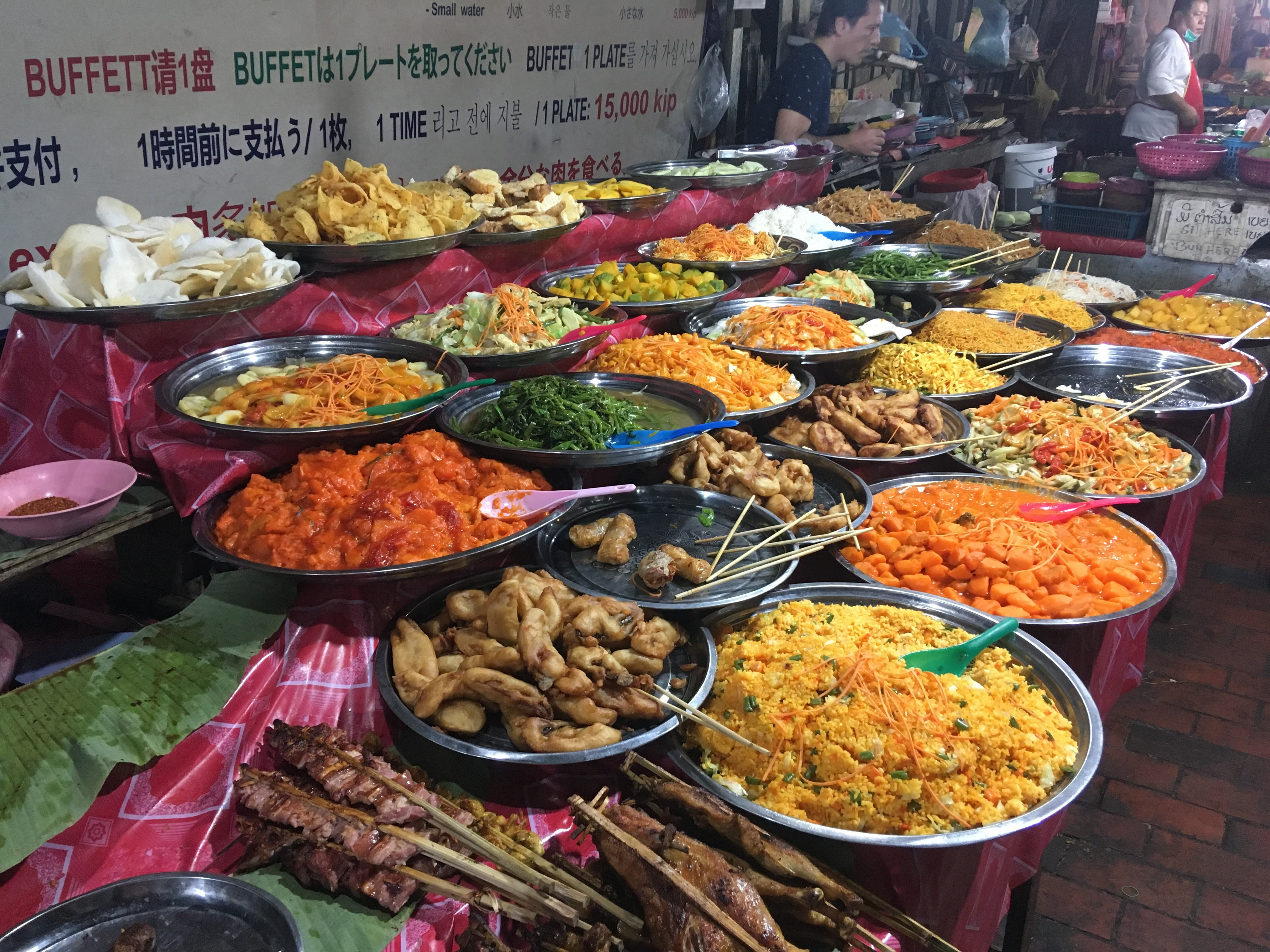
Bufet în piața Luang Prabang

Oamenii sunt omnivori, capabili să se hrănească cu o varietate de alimente de origine animală și vegetală și nu se specializează într-un anumit tip de hrană. Grupurile umane au adoptat o gamă largă de diete, de la pur vegan la carnivor. În unele cazuri, restricțiile alimentare pot duce la malnutriție; cu toate acestea, grupurile umane stabile s-au adaptat la multe tipare dietetice atât prin specializarea genetică, cât și prin convenții culturale pentru a utiliza surse de hrană echilibrate nutrițional. Nutriția umană este reflectată proeminent în cultura umană și a condus la dezvoltarea științei alimentare.
Până la dezvoltarea agriculturii, în urmă cu aproximativ 10.000 de ani, Homo sapiens folosea o metodă de vânător-culegător ca unic mijloc de colectare a hranei. Aceasta a presupus combinarea surselor staționare de hrană (cum ar fi fructele, cerealele, tuberculii și ciupercile, larvele de insecte și moluștele acvatice) cu vânatul animalelor. Gătitul cu foc și prelucrarea hranei cu unelte din piatră și lemn a sporit varietatea de hrană disponibilă oamenilor preistorici și le-a permis să petreacă mai puțin timp și energie pentru a obține, mesteca și digera o cantitate mai mare de hrană cu valoare nutritivă superioară.
În urmă cu aproximativ zece mii de ani, oamenii au dezvoltat agricultura, care le-a modificat substanțial nutriția. Domesticirea animalelor și a plantelor a permis producerea hranei în cantități mari. Agricultura a condus la creșterea populației, dezvoltarea orașelor și, din cauza densității crescute a populației, răspândirea mai largă a bolilor infecțioase. Tipurile de alimente consumate și modul în care au fost preparate au variat foarte mult în funcție de timp, loc și cultură. 
În general, oamenii pot supraviețui timp de două până la opt săptămâni fără hrană, în funcție de grăsimea corporală stocată. Supraviețuirea fără apă este de obicei limitată la trei sau patru zile. Aproximativ 36 de milioane de oameni mor în fiecare an din cauze legate direct sau indirect de foamete. În unele țări dezvoltate, obezitatea în rândul populației umane a crescut rapid, ceea ce a dus la complicații de sănătate și mortalitate crescută. În întreaga lume, peste un miliard de persoane sunt obeze, în timp ce în Statele Unite 35% dintre oameni sunt obezi, ceea ce duce la descrierea acestei ca fiind o „epidemie de obezitate”. Obezitatea este cauzată de consumul de mai multe calorii decât cele cheltuite, astfel încât creșterea excesivă în greutate este de obicei cauzată de o nutriție bogată în energie.

### Variație biologică

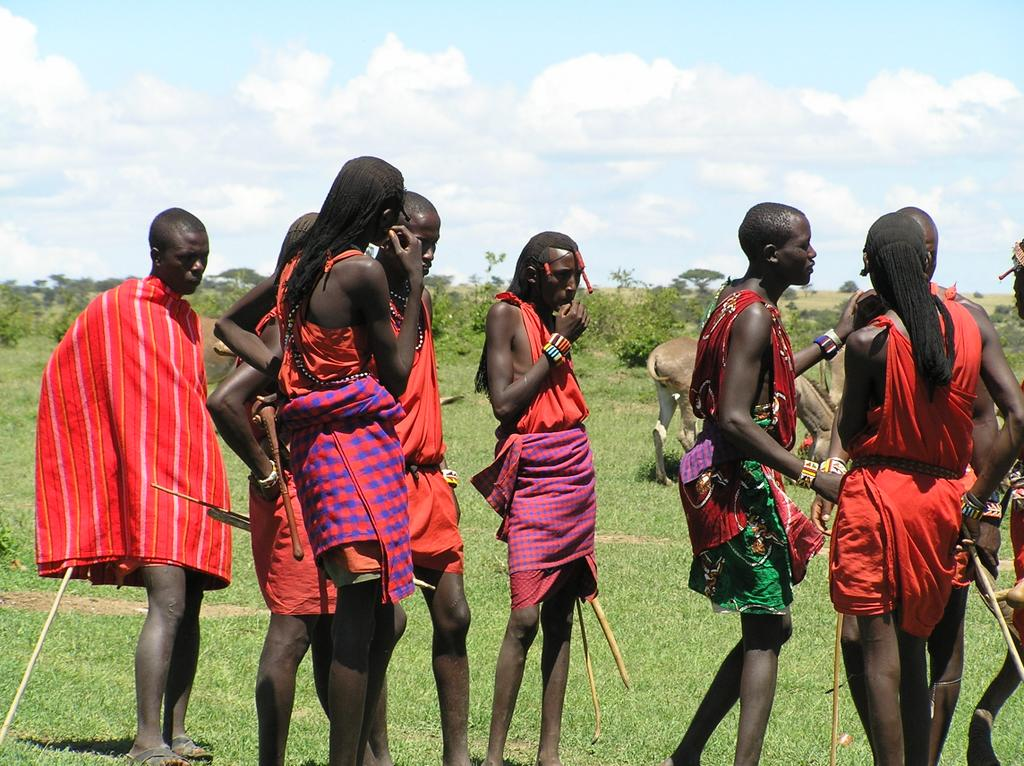
Oamenii din zonele cu climă caldă sunt adesea zvelți, slabi și cu pielea închisă la culoare, cum sunt acești bărbați Masai din Kenya.

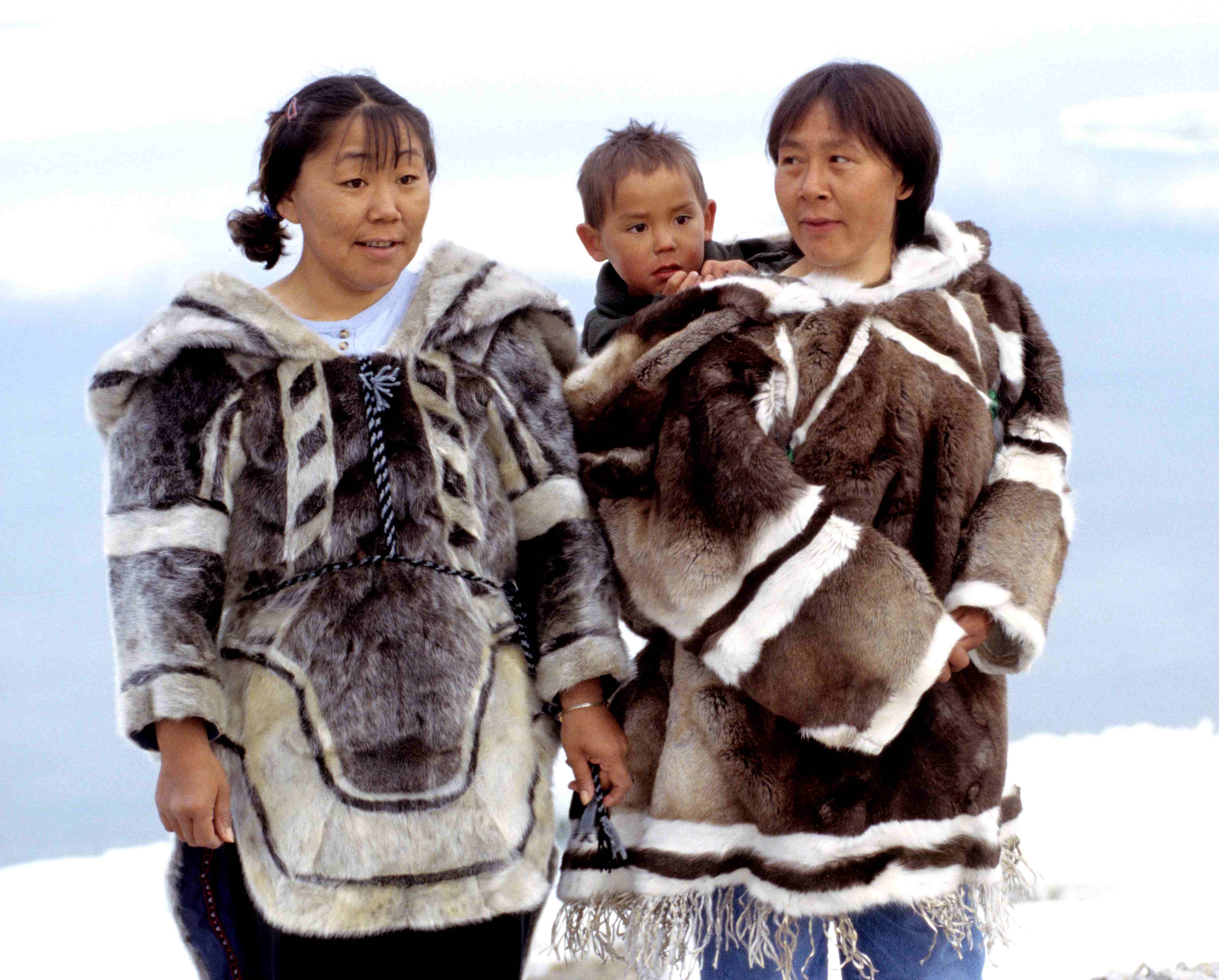
Conform regulii lui Allen, persoanele din zonele cu climă rece tind să fie mai scunde cu piele mai deschisă și mai îndesate, cum ar fi aceste femei inuite din Canada.

Există o variație biologică în speciile umane, trăsături cum ar fi tipul de sange, boli genetice, caracteristici craniene, caracteristici faciale, sisteme de organe, culoarea ochilor, culoarea și textura părului, înălțimea, forma corpului și culoarea pielii variind foarte mult pe tot globul. Înălțimea tipică a unui om adult este între 1,4 și 1,9 m, deși aceasta variază semnificativ în funcție de sex, origine etnică, și linii genealogice ale familiei. Mărimea corpului este parțial determinată de gene și este, de asemenea, influențată semnificativ de factori de mediu, cum ar fi nutriția, exercițiile fizice și modele de somn. Înălțimea adulților pentru fiecare sex într-un anumit grup etnic urmează aproximativ o distribuție normală.
Există dovezi că populațiile s-au adaptat genetic la diferiți factori externi. Genele care permit oamenilor adulți să digere lactoza sunt prezente într-o frecvență ridicată la populațiile care au istoric lung de domesticire a bovinelor și sunt mai dependente de laptele de vacă. Anemia falciformă, care poate oferi o rezistență crescută la malarie, este frecventă la populațiile în care malaria este endemică. În mod similar, populațiile care au locuit timp îndelungat în anumite zone climatice, cum ar fi regiunile arctice sau tropicale sau altitudini mari, tind să dezvolte fenotipuri specifice care sunt benefice pentru conservarea energiei în acele medii – statură mică și construcție îndesată în regiunile reci, statură înaltă și construcție slabă în regiunile fierbinți și cu capacități pulmonare ridicate la altitudini mari. Unele populații au dezvoltat adaptări unice la condiții de mediu foarte specifice, cum ar fi cele avantajoase pentru stilul de viață la așezări oceanice și scufundare liberă în Bajau. Culoarea pielii tinde să se coreleaze cu nivelul de radiații ultraviolete într-o anumită zonă geografică, cu o piele mai închisă mai ales în jurul ecuatorului.
Culoarea pielii umane poate varia de la maro întunecat la cea mai deschisă piersică sau chiar aproape albă sau incoloră în caz de albinism. Părul uman variază în culori de la alb la roșu până la blond, brun, negru, care este cel mai frecvent.. Culoarea părului depinde de cantitatea de melanină, cu concentrații care se estompează odată cu creșterea vârstei, ducând la părul gri sau chiar alb. Majoritatea cercetătorilor consideră că pielea întunecată este o adaptare care a evoluat ca protecție împotriva radiațiilor solare ultraviolete. Pigmentarea ușoară a pielii protejează împotriva epuizării vitaminei D, care necesită lumină solară pentru a produce. Pielea umană are, de asemenea, o capacitate de bronzare ca răspuns la expunerea la radiații ultraviolete.

Datele genetice arată că, indiferent de modul în care sunt definite grupurile de populație, două persoane din același grup de populație sunt aproape la fel de diferite între ele ca două persoane din oricare două grupuri de populație diferite. Cercetările genetice actuale au demonstrat că populațiile umane originare pe continentul african sunt cele mai diverse din punct de vedere genetic. Diversitatea genetică umană scade la populațiile native cu distanța migratorie față de Africa și se crede că acesta este rezultatul „gâtuirii genetice” în timpul migrației umane. Oamenii au trăit în Africa cea mai lungă perioadă de timp, dar doar o parte din populația Africii a migrat din continent în Eurasia, aducând cu ei doar o parte din soiul genetic original african.  Populațiile non-africane au dobândit noi intrări genetice din amestecul local cu populațiile arhaice și, astfel, au o variație mult mai mare față de Neanderthalieni și Denisovani decât se găsește în Africa. Studii recente au descoperit că populațiile din Africa sub-sahariană și în special Africa de Vest, au variații genetice ancestrale care precedă oamenii moderni și s-au pierdut în majoritatea populațiilor non-africane. Se consideră că această ascendență provine din amestecul cu un hominin arhaic necunoscut care s-a separat înainte de despărțirea Neanderthalienilor și a oamenilor moderni. 

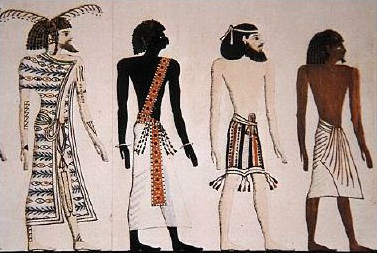
Un libian, un nubian, un sirian și un egiptean, desen de un artist necunoscut, după o pictură murală din mormântul lui Seti I.

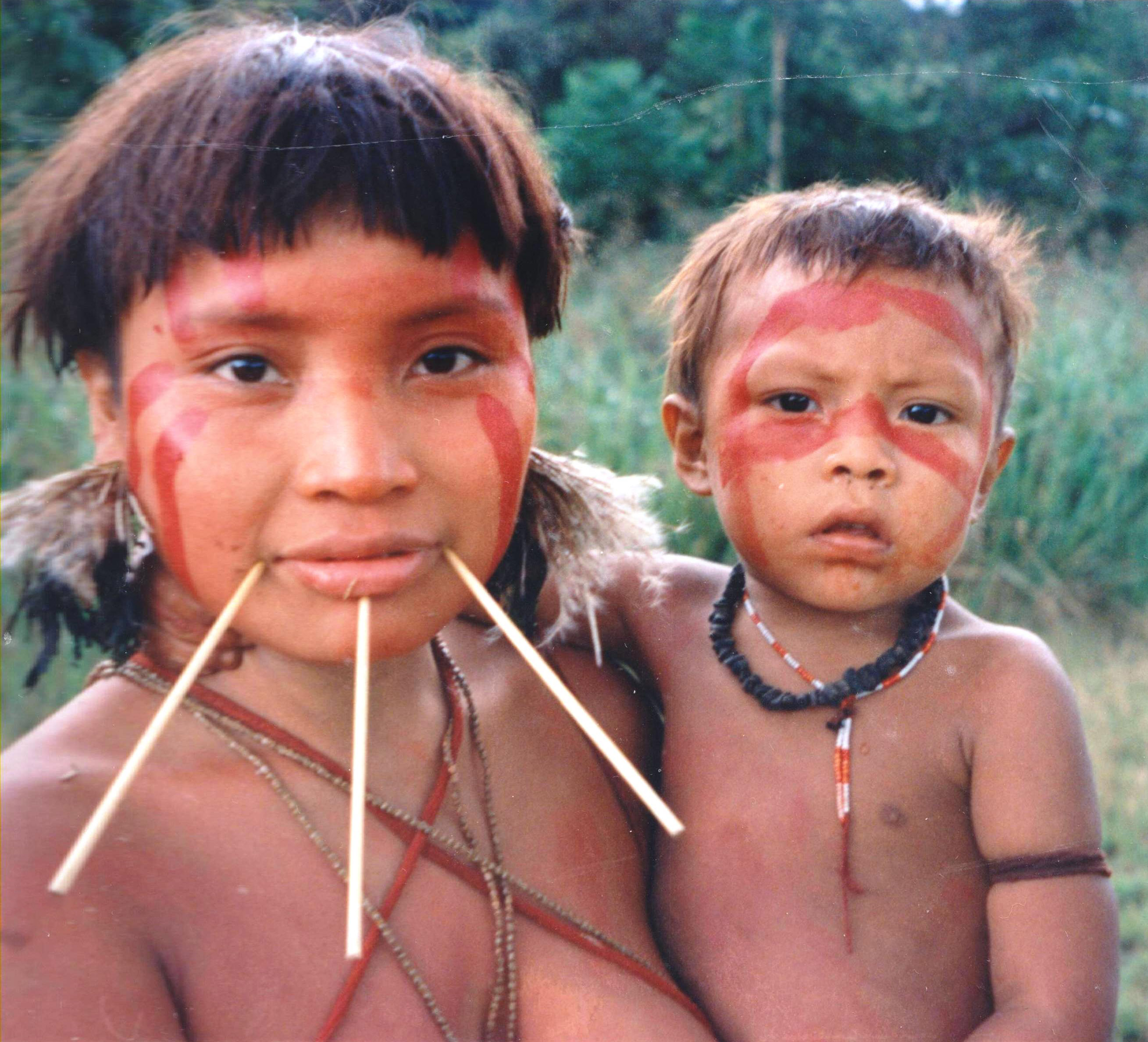
O femeie și un copil yanomami.

Cel mai mare grad de variație genetică există între bărbați și femei. În timp ce variația genetică nucleotidică a indivizilor de același sex în rândul populațiilor globale nu este mai mare de 0,1%-0,5%, diferența genetică între bărbați și femei este cuprinsă între 1% și 2%. Bărbații sunt în medie cu 15% mai grei și cu 15 cm mai înalți decât femeile. În medie, bărbații au cu aproximativ 40-50% mai multă rezistență a corpului și cu 20-30% mai multă forță a corpului decât femeile. Femeile au, în general, un procent mai mare de grăsime corporală decât bărbații. Femeile au pielea mai deschisă decât bărbații din aceeași populație; acest lucru a fost explicat de o nevoie mai mare de vitamina D la femei în timpul sarcinii și alăptării. Deoarece există diferențe cromozomiale între femei și bărbați, unele afecțiuni și tulburări legate de cromozomul X și Y afectează doar bărbații sau femeile. Vocea masculină este de obicei cu o octavă mai joasă decât vocea feminină. Femeile au o durată de viață mai lungă în aproape fiecare populație din întreaga lume.
Variația umană este extrem de neconcordantă: multe dintre gene nu se grupează împreună și nu sunt moștenite împreună. Culoarea pielii și a părului în mare parte nu este corelată cu înălțimea, greutatea sau capacitatea atletică. Oamenii nu împărtășesc aceleași tipare de variație prin geografie. Populațiile cu piele închisă care se găsesc în Africa, Australia și Asia de Sud nu sunt strâns legate între ele. Indivizii cu aceeași morfologie nu se grupează neapărat între ei în funcție de descendență, iar o descendență dată nu include doar indivizi cu același complex de trăsături. Datorită practicilor de endogamie, frecvențele alelelor se grupează în funcție de limitele geografice, naționale, etnice, culturale și lingvistice. În ciuda acestui fapt, granițele genetice din jurul populațiilor locale nu marchează biologic nici un grup complet de oameni. O mare parte a variației umane este continuă, adesea fără puncte clare de demarcare.

## Psihologie

Animație a unei părți a creierului uman, cu accent pe lobul frontal (în roșu).

Creierul uman, punctul focal al sistemului nervos central, controlează sistemul nervos periferic. În plus față de controlul activităților involuntare „inferioare” sau, în principal, autonome, cum ar fi respirația și digestia, este, de asemenea, locul de funcționare a ordinii „superioare”, cum ar fi gândirea, raționamentul și abstractizarea. Aceste procese cognitive constituie mintea și, împreună cu consecințele lor comportamentale, sunt studiate de domeniul psihologiei.
Oamenii au un cortex prefrontal mai mare și mai dezvoltat decât alte primate, regiunea creierului asociată cu o cunoaștere superioară. Acest lucru i-a determinat pe oameni să se proclame mai inteligenți decât orice altă specie cunoscută. Definirea obiectivă a inteligenței este dificilă, alte animale adaptând simțurile și excelând în zone pe care oamenii nu le pot face.
Există unele trăsături care, deși nu sunt strict unice, diferențiază oamenii de alte animale. Oamenii pot fi singurele animale care au memorie episodică și care se pot angaja în „călătorii mentale în timp”. Chiar și în comparație cu alte animale sociale, oamenii au un grad neobișnuit de mare de flexibilitate în expresiile lor faciale. Oamenii sunt singurele animale despre care se știe că plâng lacrimi emoționale. Oamenii sunt printre puținele animale capabile să se recunoască în testul oglinzii și există, de asemenea, dezbateri cu privire la măsura în care oamenii sunt singurele animale cu o teorie a minții.

### Somn și vis
Oamenii sunt în general diurni. Necesarul mediu de somn este între șapte și nouă ore pe zi pentru un adult și de nouă până la zece ore pe zi pentru un copil; persoanele în vârstă dorm de obicei șase până la șapte ore. Un somn cu o durată mai mică decât acesta este ceva obișnuit în rândul oamenilor, chiar dacă privarea de somn poate avea efecte negative asupra sănătății. S-a dovedit că o restricție susținută a somnului adulților la patru ore pe zi se corelează cu modificări de fiziologie și stare mentală, inclusiv reducerea memoriei, oboseală, agresivitate și disconfort corporal.
În timpul somnului, oamenii visează, experimentând imagini și sunete. Visarea este stimulată de puntea lui Varolio și apare mai ales în timpul fazei REM a somnului. Durata unui vis poate varia, de la câteva secunde până la 30 de minute. Oamenii au trei până la cinci vise pe noapte, iar unii pot avea până la șapte; cu toate acestea, majoritatea viselor sunt uitate imediat sau rapid. Este mai probabil să-și amintească visul dacă sunt treziți în timpul fazei REM. Evenimentele din vise sunt, în general, în afara controlului visătorului, cu excepția visării lucide, unde visătorul este conștient de sine. Visele pot face uneori să apară un gând creativ sau să ofere un sentiment de inspirație.

### Conștiență și gândire
Conștiința de sine este capacitatea unei persoane de a examina și observa gândurile, nevoile și acțiunile acestuia. Un test de autoidentificare într-o oglindă este uneori folosit în cercetare ca dovadă a existenței conștiinței de sine. Copiii umani tratează inițial reflectarea lor în oglindă ca pe o altă ființă umană, dar la o vârstă medie de 18 luni învață să se identifice în ea. Un subiect apropiat este teoria minții – capacitatea individuală a unui om pentru empatie și înțelegere a celorlalți. Experimentele psihologice arată că copiii umani din diferite culturi dezvoltă la vârsta de patru până la cinci ani capacitatea de a atribui altor ființe umane credințe diferite de ale lor. Capacitatea de conștientizare de sine și înțelegerea celorlalți le permite oamenilor să prezică propriul comportament și comportamentul altor creaturi în diferite situații și, prin urmare, constituie un avantaj în menținerea unei relații sociale normale.
Procesul de dobândire a cunoștințelor și a înțelegerii prin gândire, experiență și simțuri este cunoscut sub numele de cogniție. Creierul uman percepe lumea externă prin simțuri și fiecare om este influențat foarte mult de experiențele sale, ducând la viziuni subiective ale existenței și ale trecerii timpului. Natura gândirii este centrală în psihologie și în domeniile conexe. Psihologia cognitivă studiază cogniția, comportamentul care stă la baza proceselor mentale. Concentrându-se în mare parte pe dezvoltarea minții umane pe parcursul vieții, psihologia dezvoltării încearcă să înțeleagă modul în care oamenii ajung să perceapă, să înțeleagă și să acționeze în lume și cum aceste procese se schimbă pe măsură ce îmbătrânesc. Aceasta se poate concentra pe dezvoltarea intelectuală, cognitivă, neuronală, socială sau morală. Psihologii au dezvoltat teste de inteligență și conceptul de coeficient de inteligență pentru a evalua inteligența relativă a ființelor umane și a studia distribuția acesteia în populație.

### Motivație și emoție

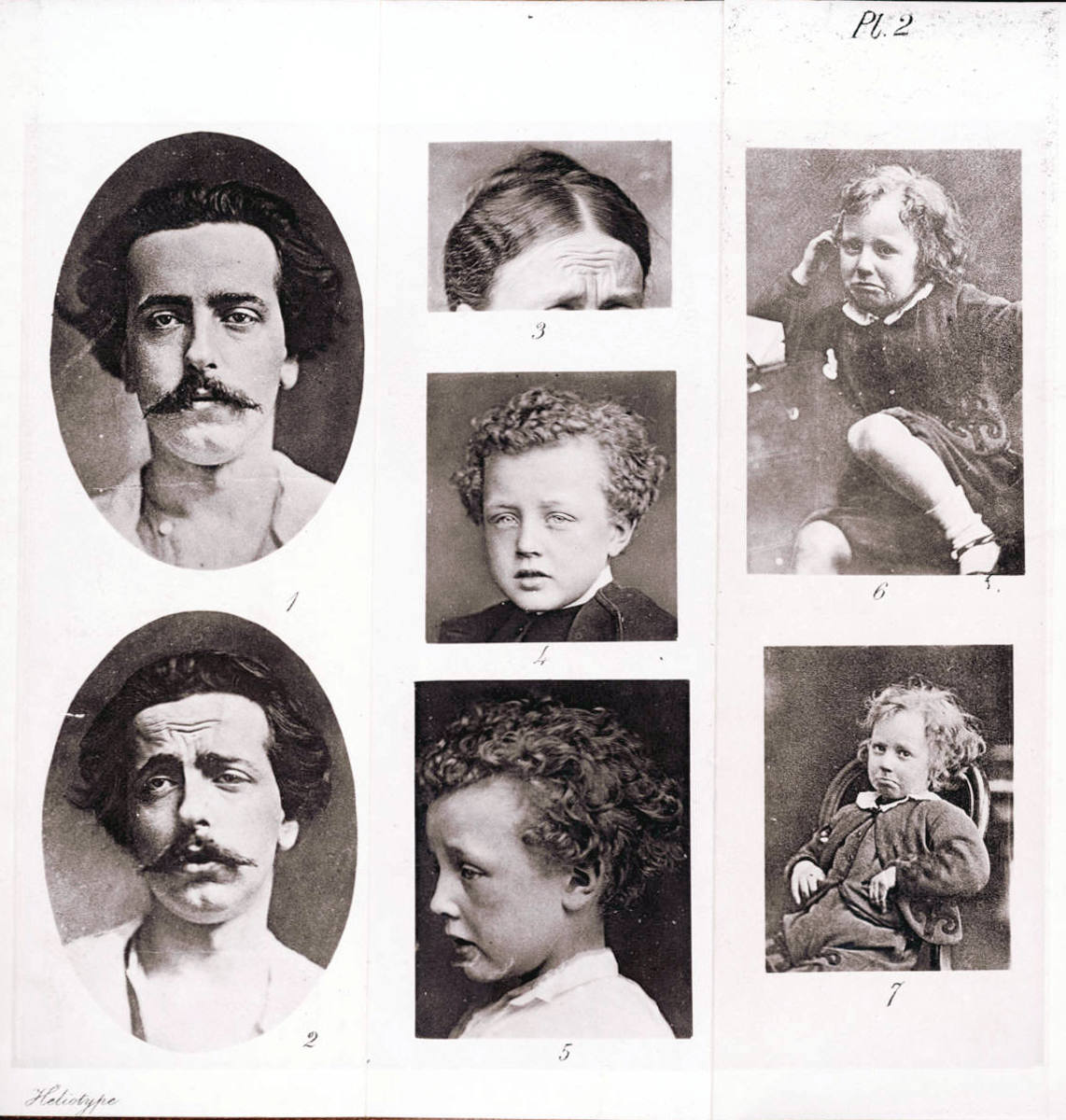
Ilustrarea durerii în cartea lui Charles Darwin din 1872 Expresia emoțiilor la om și animale.

Motivația umană nu este încă înțeleasă în totalitate. Dintr-o perspectivă psihologică, piramida de nevoi a lui Maslow este o teorie bine stabilită care poate fi definită ca procesul de satisfacere a anumitor nevoi în ordine crescătoare a complexității. Dintr-o perspectivă mai generală, filosofică, motivația umană poate fi definită ca un angajament sau retragerea din diferite obiective care necesită aplicarea capacității umane. Motivația unui individ poate fi inspirată de forțe exterioare (motivația extrinsecă) sau de ei înșiși (motivația intrinsecă). Voința poate fi implicată, caz în care puterea voinței este un factor. În mod ideal, atât motivația, cât și voința asigură selecția, căutarea și realizarea de obiective într-un mod optim, o funcție care începe în copilărie și continuă de-a lungul vieții într-un proces cunoscut sub numele de socializare.
Emoțiile sunt stări biologice asociate sistemului nervos  provocate de modificările neurofiziologice asociate diferit cu gândurile, sentimentele, răspunsurile comportamentale și un grad de plăcere sau nemulțumire. Sunt adesea împletite cu dispoziția, temperamentul, personalitatea, creativitatea,  și motivația. Emoția are o influență semnificativă asupra comportamentului uman și a capacității oamennilor de a învăța. Acționarea asupra emoțiilor extreme sau necontrolate poate duce la tulburări sociale și infracțiuni, studiile arătând că infractorii au de obicei o inteligență emoțională mai mică decât în mod normal.
Experiențele emoționale percepute ca plăcute, cum ar fi bucuria, interesul sau mulțumirea, contrastează cu cele percepute ca neplăcute, cum ar fi anxietatea, tristețea, furia și disperarea. Fericirea sau starea de a fi fericit este o condiție emoțională a omului, a cărei definiție este o întrebare filosofică populară. Unii o definesc ca fiind cea mai bună stare sufletească pe care o poate avea o ființă umană, care poate însemna sănătate fizică și mentală, satisfacție cu o anumită situație, eliberare de stres neplăcut, dezvoltare adecvată a lucrurilor externe și faptul că individul ocupă un loc adecvat în lume sau societate.

### Sexualitate si dragoste

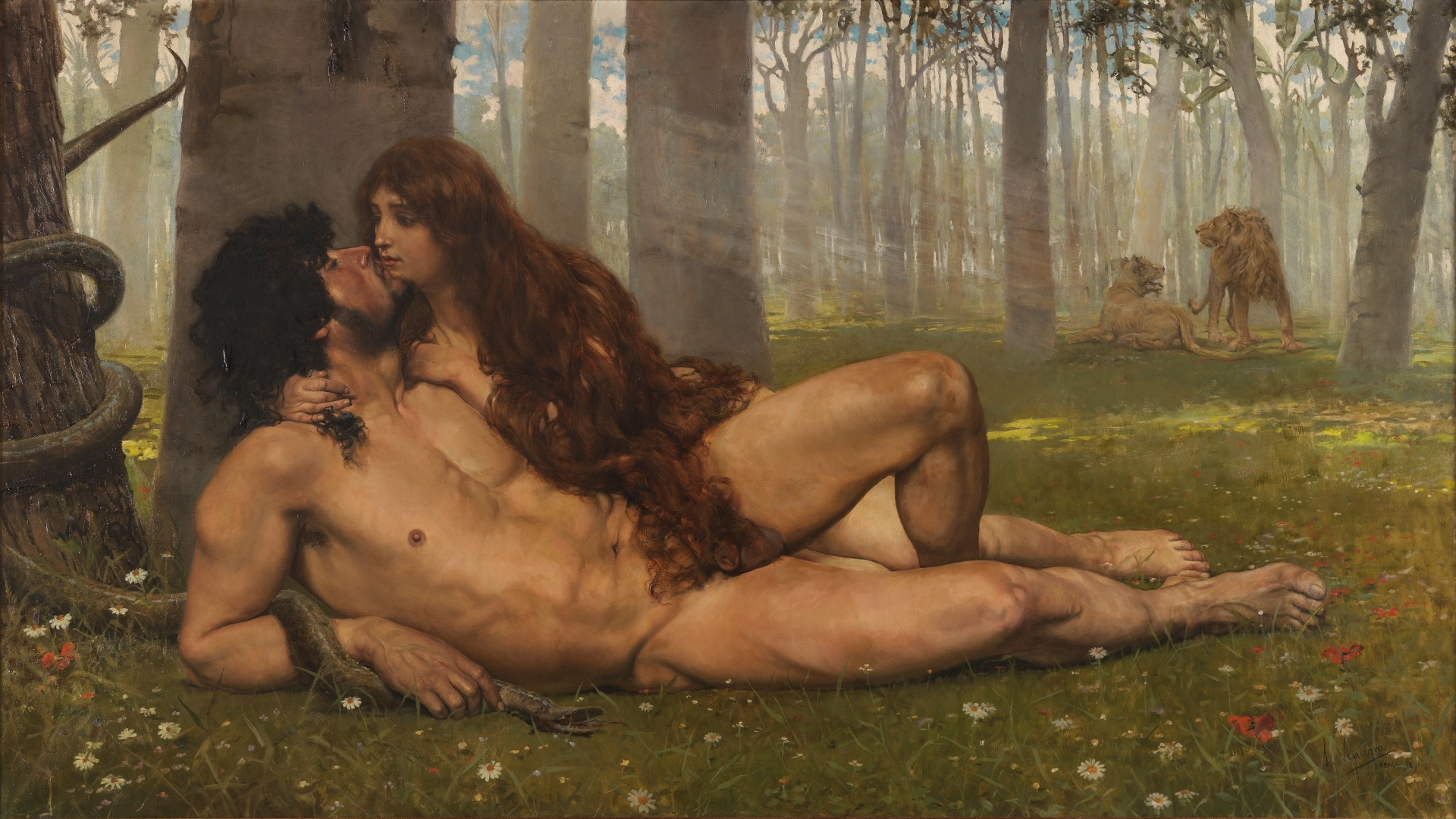
Primul sărut al lui Adam și al Evei (pictură de Salvador Viniegra, 1891)

Pentru oameni, sexualitatea implică sentimente și comportamente biologice, erotice, fizice, emoționale, sociale sau spirituale. Aspectele biologice și fizice ale sexualității privesc în mare măsură funcțiile de reproducere umană, inclusiv ciclul răspunsului sexual uman. Sexualitatea afectează și este afectată și de aspectele culturale, politice, juridice, filosofice, morale, etice și religioase ale vieții. Dorința sexuală, sau libidoul, este o stare mentală de bază prezentă la începutul comportamentului sexual. Studiile arată că bărbații doresc sexul mai mult decât femeile și se masturbează mai des.
O particularitate a sexualității umane este ovulația ascunsă. În timp ce fertilitatea la mamiferele de sex feminin este de obicei comunicată prin semnale fizice sau comportamentale, astfel încât fertilizarea să poată avea loc în această fază, aceasta este „ascunsă” la oameni. Ca urmare, actul sexual este mai puțin strâns legat de reproducere la om. Ființe umane pot practica sexul într-un mod distractiv sau social sau se pot angaja în practici sexuale non-reproductive, cum ar fi masturbarea, sodomia, sexul oral sau practicile homosexuale. Sexul este adesea manifestarea unui atașament afectiv și emoțional foarte puternic. De obicei are loc departe de grup, adică în intimitate, face obiectul preludiului și poate fi efectuat în diferite poziții.
O altă specialitate este menopauza la femei. La multe specii de animale, atât masculii, cât și femelele sunt de obicei fertile până mor. La om și la alte câteva animale fertilitatea la femele este limitată în timp.
Iubirea se referă cel mai frecvent la un sentiment de atracție puternică sau atașament emoțional. Poate fi impersonală (dragostea unui obiect, ideal sau o puternică legătură politică sau spirituală) sau interpersonală (dragoste între doi oameni). Au fost descrise diferite forme de dragoste, inclusiv dragostea familială (dragostea pentru familie), dragostea platonică (dragostea pentru prieteni) și dragostea romantică (pasiunea sexuală). S-a demonstrat că dragostea romantică provoacă răspunsuri cerebrale similare cu o dependență. Când te îndrăgostești, dopamina, norepinefrina, serotonina și alte substanțe chimice stimulează centrul plăcerii din creier, ducând la efecte secundare, cum ar fi ritmul cardiac crescut, pierderea poftei de mâncare și a somnului și o senzație intensă de emoție.

## Cultură
Setul de abilități intelectuale fără precedent al umanității a fost un factor cheie în evoluția tehnologică a speciei și dominația concomitentă a biosferei. Fără a lua în considerare hominizii dispăruți, oamenii sunt singurele animale cunoscute care predau informații generalizabile, generează și comunică concepte complexe, sau gătește hrana. Predarea și învățarea păstrează identitatea culturală și etnografică a tuturor diverselor societăți umane. Alte trăsături și comportamente care sunt în mare parte unice pentru oameni, includ declanșarea incendiilor, structurarea fonemelor  și învățarea vocală. Antropologia este domeniul științific care se ocupă cu studiul societății și culturii umane. Când se explică trăsăturile și comportamentul uman, este obișnuit să se facă distincția între cauzele biologice, care sunt moștenite sau provin pe căi epigenetice, și cauzele culturale, care sunt învățate din mediu și societate.  Dar, în practică, majoritatea trăsăturilor umane sunt determinate de o interacțiune complexă între cauzele biologice și culturale.
Odată cu expansiunea umană în timpurile preistorice, societățile umane au fost adesea izolate unele de altele pentru perioade lungi de timp, rezultând  dezvoltarea multor culturi și civilizații diferite.  În timpurile moderne, tehnologiile de transport și comunicare au dus la globalizarea culturală a umanității, dar diferențele dintre culturile locale au încă o mare influență.

### Artă

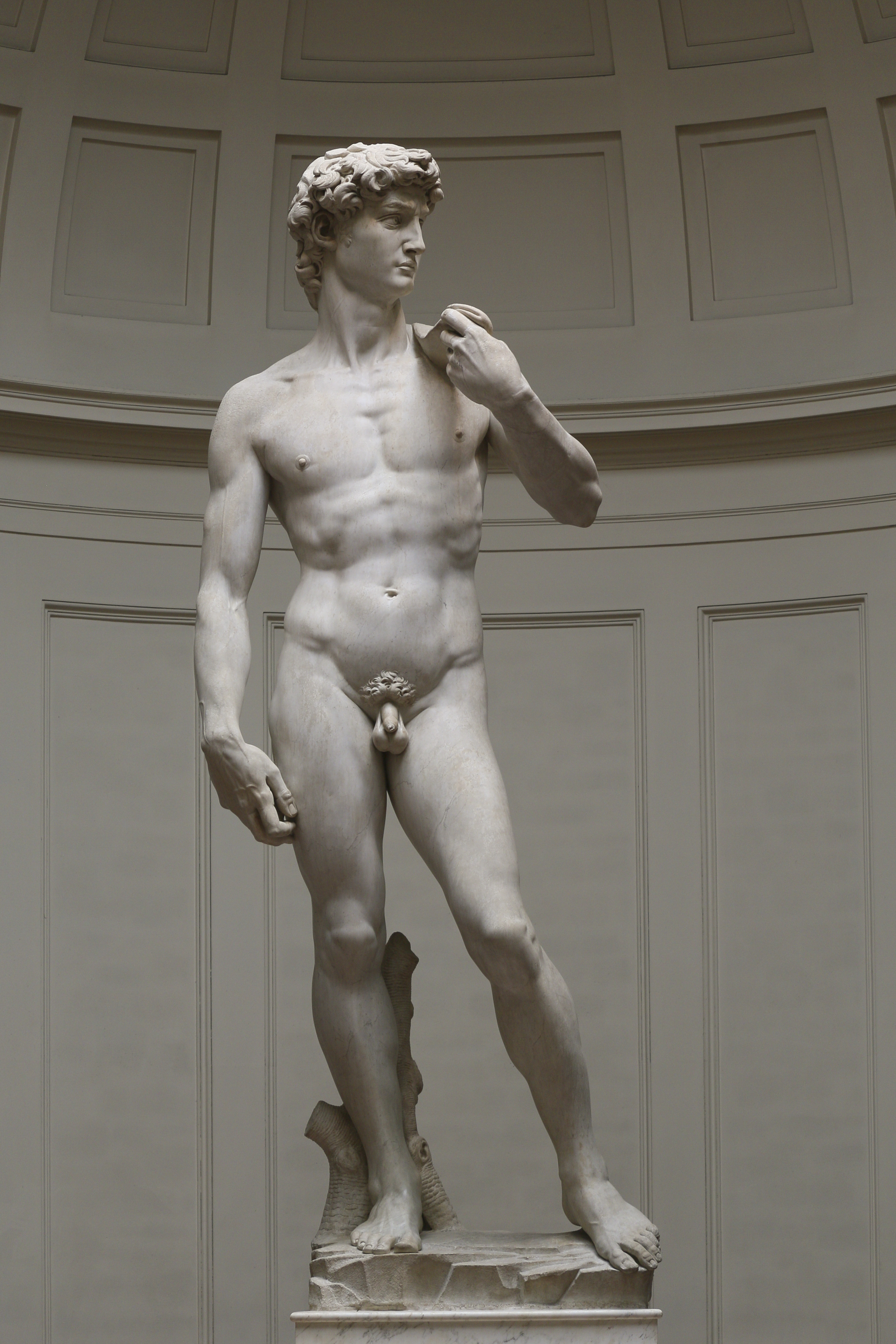
David, de Michelangelo, 1501–1504

Arta este o caracteristică definitorie a oamenilor și există dovezi ale unei relații între creativitate și limbaj. Cele mai vechi dovezi ale artei sunt gravurile în cochilii realizate de Homo erectus cu 300.000 de ani înainte de dezvoltarea oamenilor. Arta umană este veche de cel puțin 75.000 de ani, fiind descoperite bijuterii și desene în peșteri din Africa de Sud. Arta Paleoliticului superior european include pictura rupestră, bijuterii, desene, gravuri și sculpturi în lut, os, coarne de cerb, piatră și fildeș, cum ar fi figurinele Venus și instrumente muzicale precum flautul. Folosirea imaginației dezvoltate prin artă, combinată cu logica, ar fi putut oferi oamenilor timpurii un avantaj evolutiv.
Dovezi ale oamenilor angajați în activități muzicale sunt anterioare artei rupestre și până acum muzica a fost practicată de toate culturile umane. Există o mare varietate de genuri muzicale și muzici etnice; abilitățile muzicale ale oamenilor fiind legate de alte abilități, inclusiv comportamente sociale complexe umane. Ascultarea muzicii și observarea dansului stimulează cortexul orbitofrontal și alte zone ale creierului care detectează plăcerea.
Arta joacă un rol central în activitățile și culturile umane. Folclorul a fost folosit pentru a uni comunitățile umane în jurul poveștilor și miturilor familiare transmise din generație în generație. Diferite forme de artă sunt folosite pentru a evoca emoții, pentru a exprima poziții și a crea solidaritate într-o mulțime de oameni, adesea în scopuri diferite, cum ar fi în ritualuri naționale, militare sau religioase, în scop educațional, al divertismentului sau atracției sexuale și, uneori, numai pentru exprimarea personală a artistului creator. Unele capodopere sunt atât de apreciate și admirate încât nu mai pot fi achiziționate cu bani, sunt afișate doar în instituții și la evenimente speciale și sunt considerate de mulți oameni drept culmea realizării umane.
Spre deosebire de vorbire, cititul și scrisul nu vin în mod firesc pentru oameni și trebuie învățate. Literatura a fost prezentă înainte de invenția cuvintelor și a limbajului, prin picturi vechi de 30.000 de ani pe pereți din interiorul unor peșteri care prezintă o serie de scene dramatice. Una dintre cele mai vechi opere ale literaturii care a supraviețuit este Epopeea lui Ghilgameș, gravată pentru prima dată pe tăblițele vechilor babilonieni în urmă cu aproximativ 4.000 de ani. Dincolo de transmiterea simplă a cunoștințelor, utilizarea ficțiunii prin intermediul poveștilor ar fi putut contribui la dezvoltarea capacităților de comunicare ale oamenilor și la sporirea probabilității de a-și asigura un partener. Pe lângă divertisment, povestirea poate fi folosită și ca o modalitate de a oferi publicului lecții morale și de a încuraja cooperarea.
Formele de artă cunoscute includ artele vizuale și plastice: pictură, sculptură și arhitectură; artele spectacolului precum muzica, teatrul, dansul; și literatura precum poezia și ficțiunea. Dezvoltarea tehnologiilor inovatoare a permis noi tipuri de artă, precum fotografia și cinematografia. Multe forme de artă sunt foarte tipice culturii, perioadei și societății în care au fost create, iar oamenilor din alte culturi le este greu să evalueze fără să cunoască contextul adecvat. De exemplu, ceremonia ceaiului, origami și Iaidō pot fi forme de artă în cultura japoneză.

### Limbaj

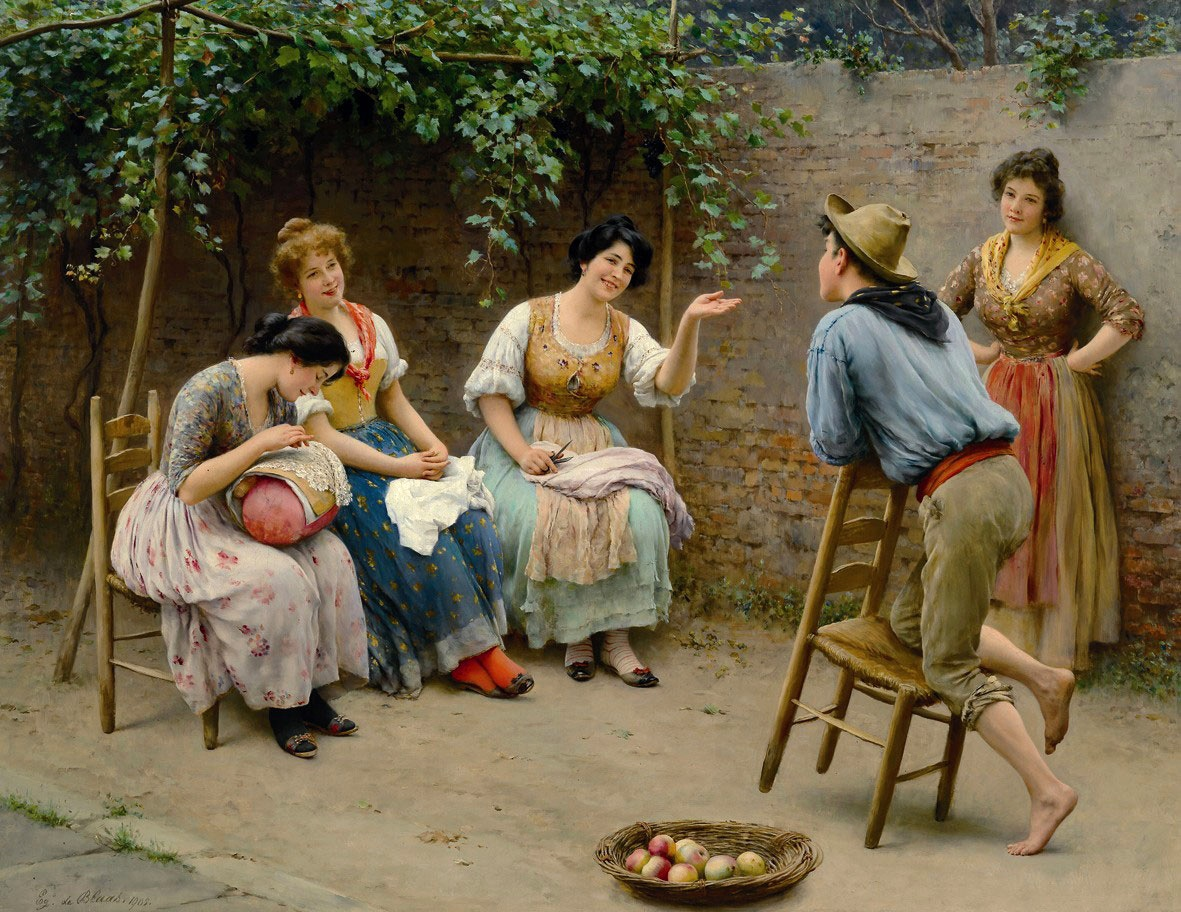
Conversație de Eugene de Blaas, 1905.

În timp ce multe specii comunică, limbajul este unic pentru oameni, o trăsătură definitorie a umanității și a culturii universale. Spre deosebire de sistemele limitate ale altor animale, limbajul uman este deschis — un număr infinit de semnificații poate fi produs prin combinarea unui număr limitat de simboluri. Limbajul uman poate folosi cuvinte pentru a reprezenta lucruri și întâmplări care nu au loc în prezent sau local, dar rezidă în imaginația comună a interlocutorilor.
Limbajul diferă de alte forme de comunicare prin faptul că este independent de modalitate; aceleași semnificații pot fi transmise prin diferite medii, auditiv în vorbire, vizual prin limbajul semnelor sau prin scriere și chiar prin mijloace tactile, cum ar fi braille. Limbajul este esențial pentru comunicarea dintre oameni și pentru sentimentul de identitate care unește națiunile, culturile și grupurile etnice. Există aproximativ șase mii de limbi diferite utilizate în prezent, inclusiv limbile semnelor, și multe alte mii dispărute.

### Unelte și tehnologii

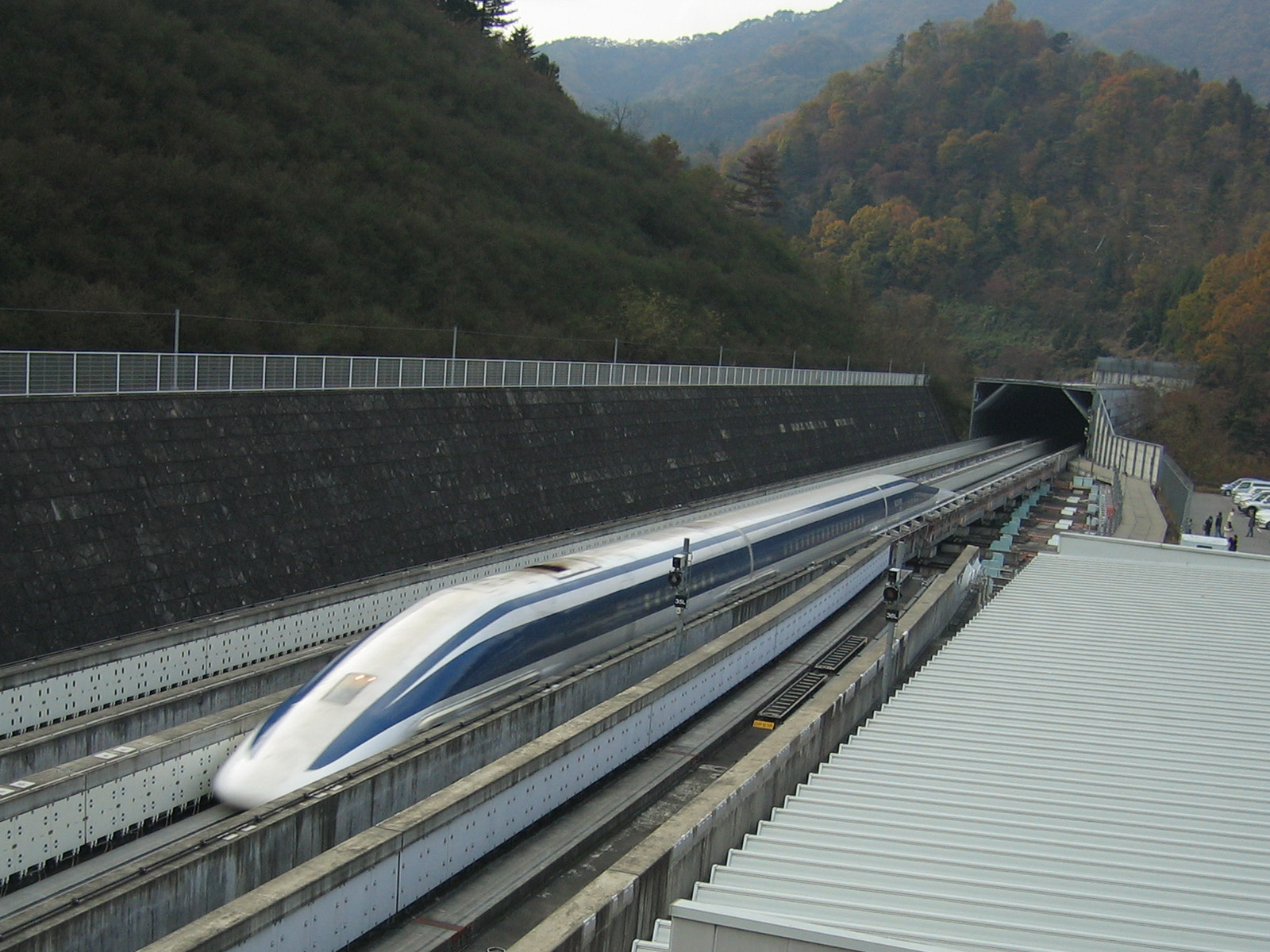
SCMaglev, cel mai rapid tren din lume cu o viteză de 604 km/h, 2015.

Uneltele de piatră au fost folosite de proto-oameni în urmă cu cel puțin 2,5 milioane de ani. Utilizarea și fabricarea uneltelor a fost propusă ca abilitatea care definește oamenii mai mult decât orice altceva  și a fost privită istoric ca un pas evolutiv important. Tehnologia a devenit mult mai sofisticată în urmă cu aproximativ 1,8 milioane de ani, utilizarea controlată a focului începând cu aproximativ 1 milion de ani în urmă. Roata și vehiculele pe roți au apărut simultan în mai multe regiuni cândva în mileniul IV î.Hr. Dezvoltarea unor unelte și tehnologii mai complexe a permis cultivarea pământului și domesticirea animalelor, dovedindu-se astfel esențială în dezvoltarea agriculturii – ceea ce este cunoscut sub numele de Revoluția neolitică.
China a dezvoltat hârtia, tipografia, praful de pușcă, busola și alte invenții importante. Îmbunătățirile continue în topire au permis forjarea cuprului, bronzului, fierului și în cele din urmă a oțelului, care este folosit în căi ferate, zgârie-nori și multe alte produse. Aceasta a coincis cu Revoluția industrială, unde inventarea mașinilor automate a adus schimbări majore în stilul de viață al oamenilor. Se observă că tehnologia modernă progresează exponențial, cu inovații majore în secolul al XX-lea, inclusiv: electricitate, penicilină, semiconductori, motoare cu ardere internă, internet, avioane, computere, automobile, medicamente, fisiune nucleară, revoluția verde, radio, creșterea științifică a plantelor, rachete, aer condiționat, televiziune și linie de asamblare.

### Religie și spiritualitate
Religia este în general definită ca un sistem de credințe cu privire la supranatural, sacru sau divin, precum și practici, valori, instituții și ritualuri asociate cu astfel de credințe. Unele religii au și un cod moral.Evoluția și istoria primelor religii au devenit recent domenii de cercetare științifică activă. Deși nici un alt animal nu prezintă un comportament religios, empatia și imaginația arătate de cimpanzei ar putea fi un precursor al evoluției religiei umane. În timp ce momentul exact în care oamenii au devenit religioși rămâne necunoscut, cercetările arată dovezi credibile ale comportamentului religios din jurul Paleoliticului mijlociu (acum 300.000-50.000 de ani). Este posibil să fi evoluat pentru a juca un rol în a ajuta la aplicarea și încurajarea cooperării dintre oameni.
Nu există o definiție academică acceptată a ceea ce constituie religia. Religia a luat multe forme care variază în funcție de cultură și de perspectiva individuală, în conformitate cu diversitatea geografică, socială și lingvistică a planetei. Religia poate include credința în viața de după moarte (în mod obișnuit implică credința într-o viață de apoi), originea vieții, natura universului (cosmologie religioasă) și soarta lui finală (escatologie), și ce este moral sau imoral. O sursă comună de răspunsuri la aceste întrebări sunt credințele în ființe divine transcendente, cum ar fi zeitățile sau un Dumnezeu singular, deși nu toate religiile sunt teiste.
Deși nivelul exact al religiozității poate fi greu de măsurat, majoritatea oamenilor mărturisesc o anumită varietate de credințe religioase sau spirituale. În 2015 majoritatea erau creștini urmați de musulmani, hinduși și budiști, deși Islamul crește cel mai rapid și probabil să depășească creștinismul până în 2035. În 2015, 16% sau puțin sub 1,2 miliarde de oameni erau ireligioși. Aceasta include oamenii care nu au credințe religioase sau nu se identifică cu nici o religie.

### Știință

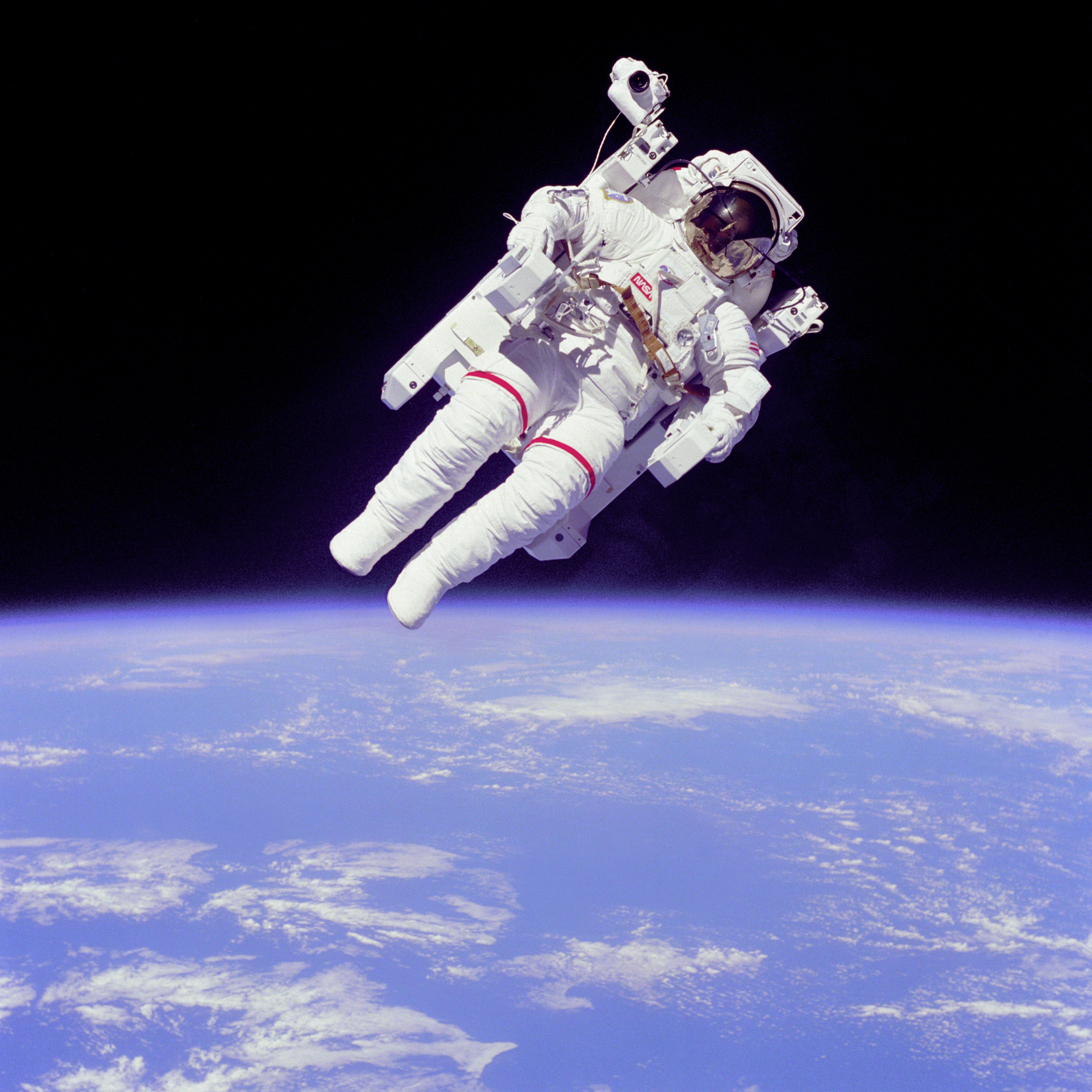
Astronautul Bruce McCandless, nelegat, în timpul unei activități extra-vehiculare, la câțiva metri distanță de Naveta spațială Challenger.

Un aspect unic oamenilor este capacitatea lor de a transmite cunoștințe de la o generație la alta și de a construi continuu pe aceste informații pentru a dezvolta unelte, legi științifice și alte progrese  transmite mai departe. Aceste cunoștințe acumulate pot fi testate pentru a răspunde la întrebări sau pentru a face predicții despre modul în care funcționează universul și a avut un mare succes în avansarea ascendenței umane. Istoricii au identificat două revoluții științifice majore în istoria omenirii. Prima coincide cu perioada elenistică și a doua cu Renașterea. Un lanț de evenimente și influențe a dus la dezvoltarea metodei științifice, un proces de observare și experimentare care este folosit pentru a diferenția știința de pseudoștiință. Înțelegerea matematicii este unică pentru oameni, deși alte specii de animale au o anumită cunoaștere numerică.
Știința în timpul Iluminismului a fost dominată de societăți științifice  și academii, care au înlocuit în mare parte universitățile ca centre de cercetare și dezvoltare științifică. O altă dezvoltare importantă a fost popularizarea științei în rândul unei populații din ce în ce mai alfabetizate. Filosofii au introdus publicul în multe teorii științifice, în special prin Encyclopédie și popularizarea newtonianismului de către Voltaire, precum și de Émilie du Châtelet, traducătorul francez al lucrării Principia a lui Newton.
Știința ocupă în prezent un loc central în cultura umană.  În vremuri mai recente, fizica și astrofizica au găsit un teren comun în ceea ce este cunoscut sub numele de cosmologie fizică, ramura cunoașterii care încearcă să înțeleagă universul prin observare și experimentare. Acest proces a condus la dezvoltarea unor teorii precum cea care consideră că universul a început acum aproximativ 13,8 miliarde de ani în urmă (Big Bang). Din acest moment inițial până la sfârșitul său, oamenii de știință cred că întreaga istorie a Universului urmează o progresie ordonată guvernată de legile fizicii.
Toată știința poate fi împărțită în trei ramuri majore: științele formale (de exemplu, logică și matematică), care se referă la sistemele formale, științele aplicate (de exemplu, inginerie, medicină), care sunt axate pe aplicații practice și științele empirice, care se bazează pe observația empirică și sunt la rândul lor împărțite în științe naturale (de exemplu, fizică, chimie, biologie) și științe sociale (de exemplu, psihologie, economie, sociologie).

### Filosofie
Filosofia este un domeniu de studiu în care oamenii caută să înțeleagă adevăruri fundamentale despre ei înșiși și despre lumea în care trăiesc. Cercetarea filosofică a fost o caracteristică majoră în dezvoltarea istoriei intelectuale a oamenilor.
Într-un sens general, filosofia este asociată cu înțelepciunea, cultura intelectuală și o căutare a cunoașterii. În acest sens, toate culturile și societățile alfabetizate pun întrebări filosofice, cum ar fi „cum să trăim” și „care este natura realității”. Prin urmare, o concepție largă și imparțială a filosofiei găsește o cercetare argumentată în chestiuni precum realitatea, moralitatea și viața în toate civilizațiile lumii.
Filosofia se bazează pe rațiune și dovezi spre deosebire de religie, dar nu necesită observații empirice și experimente oferite de știință. Domeniile majore ale filosofiei includ metafizica, epistemologia, logica și axiologia (care include etica și estetica).

## Societate

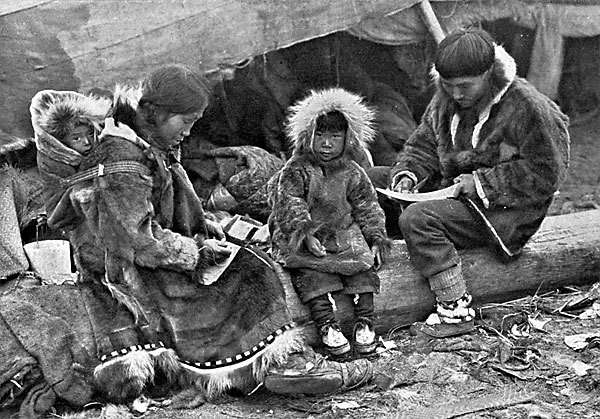
Baza societății umane este familia.

Societatea este sistemul organizațiilor și instituțiilor care rezultă din interacțiunea dintre oameni. Oamenii sunt ființe extrem de sociale și tind să trăiască în grupuri sociale complexe. Ele pot fi împărțite în diferite grupuri în funcție de venit, avere, putere, reputație și alți factori. Structura stratificării sociale și gradul de mobilitate socială diferă, în special între societățile moderne și cele tradiționale. Grupurile umane variază de la dimensiunea familiilor la națiuni. Primele forme de organizare socială umană au fost familiile care trăiau în societăți de trib ca vânători-culegători.
Toate societățile umane organizează, recunosc și clasifică tipuri de relații sociale bazate pe relațiile dintre părinți, copii și alți descendenți (consanguinitate) și relații prin căsătorie (afinitate). Aceste relații definite cultural sunt denumite rudenie. În multe societăți, acesta este unul dintre cele mai importante principii de organizare socială și joacă un rol în transmiterea statutului și a moștenirii. Toate societățile au reguli tabu de incest, potrivit cărora căsătoria dintre anumite tipuri de relații de rudenie este interzisă și unele societăți au reguli de căsătorie preferențială între persoane cu anumite relații de rudenie.
Ființele umane sunt adesea organizate în grupuri etnice mult mai mari decât familiile. Motivele comune pentru definirea unui grup etnic sunt originea și istoria comune, limba comună, cultura comună, religia comună și identitatea națională. Etnia este separată de conceptul de rasă, care se bazează pe caracteristici fizice, deși ambele sunt construite social. Atribuirea etniei anumitor populații este complicată, deoarece chiar și în cadrul desemnărilor etnice comune poate exista o gamă diversă de subgrupuri, iar structura acestor grupuri etnice se poate schimba în timp atât la nivel colectiv, cât și la nivel individual.  De asemenea, nu există o definiție general acceptată cu privire la ceea ce constituie un grup etnic. Grupările etnice pot juca un rol puternic în identitatea socială și solidaritatea unităților etno-politice. Acest lucru a fost strâns legat de ascensiunea statului național ca formă predominantă de organizare politică în secolele XIX și XX.

### Guvernare și politică

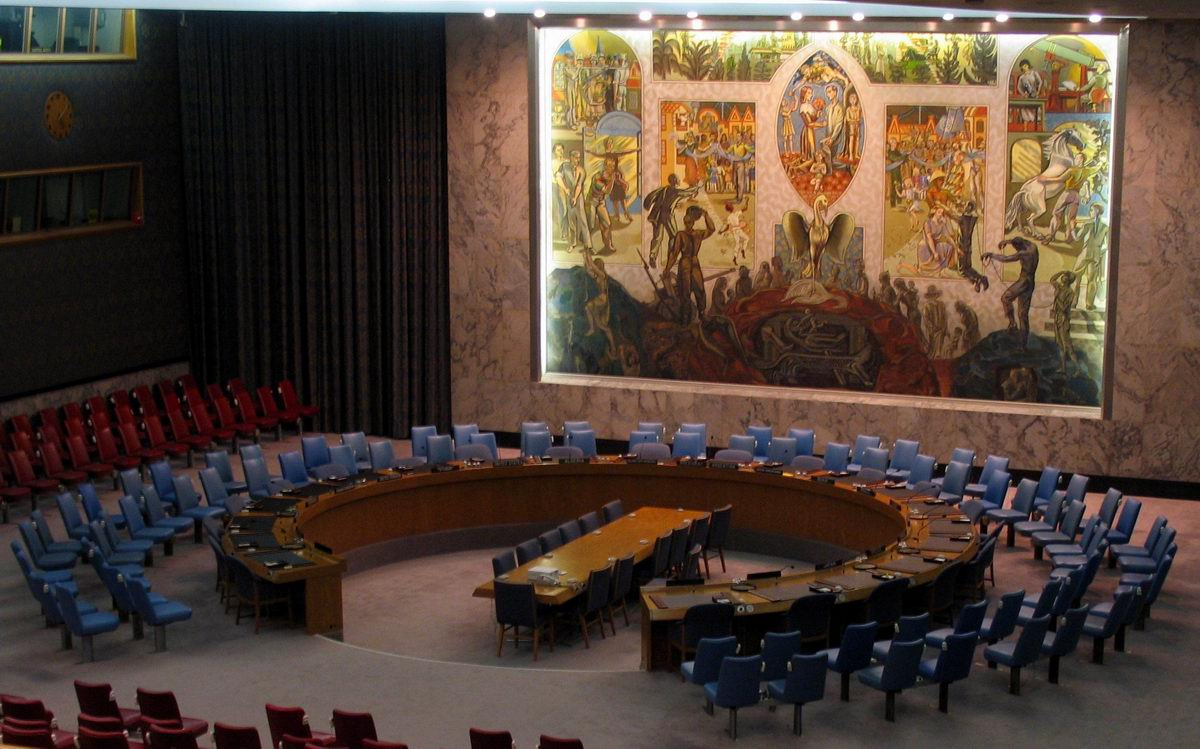
Sala de ședințe a Consiliului de Securitate al ONU

Pe măsură ce populațiile agricole se adunau în comunități mai mari și mai dense, interacțiunile dintre aceste grupuri diferite au crescut. Acest lucru a dus la dezvoltarea unei forme de guvernare în și între comunități. Oamenii au dezvoltat relativ ușor abilitatea de a schimba afilierea cu diferite grupuri sociale, inclusiv alianțe politice puternice, dacă acest lucru este văzut ca oferind avantaje personale. Guvernul poate fi definit ca mijlocul politic de adoptare și aplicare a legilor, iar în acest scop au fost înființate instituții publice, precum sistemul judiciar și poliția.
De-a lungul preistoriei și istoriei au apărut multe metode diferite de guvernare în organizațiile umane, fiecare având diferite mijloace de obținere a puterii și capacității de a exercita diverse controale asupra populației. În 2017, peste jumătate din guvernele țărilor sunt o formă democratică, 13% fiind autocrație și 28% conținând elemente ale ambelor. Multe țări au format alianțe politice internaționale, cea mai mare fiind Națiunile Unite cu 193 de state membre.

### Comerț și economie

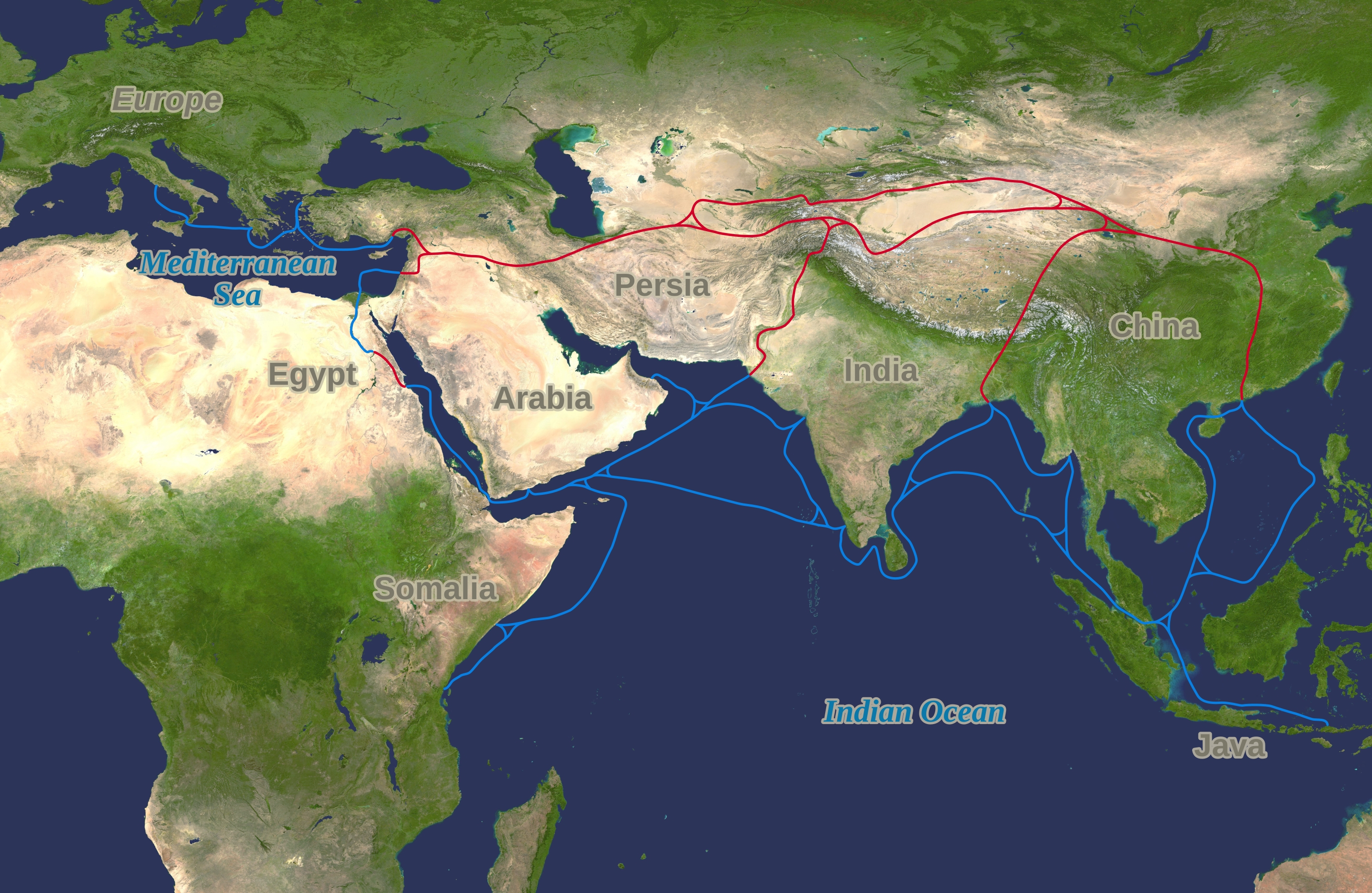
Drumul mătăsii (roșu) și rutele comerciale ale mirodeniilor (albastru).

Comerțul, schimbul voluntar de bunuri și servicii, este văzut ca o caracteristică care diferențiază oamenii de alte animale și a fost menționat ca o practică care a oferit Homo sapiens un avantaj major față de alte hominide. Dovezile sugerează că H. sapiens timpuriu a folosit rute comerciale pe distanțe lungi pentru a face schimb de bunuri și idei, ducând la explozii culturale și oferind surse suplimentare de hrană atunci când vânătoarea era slabă; astfel de rețele comerciale nu existau pentru Neanderthalieni. Comerțul timpuriu presupunea probabil materiale precum obsidianul pentru crearea unor unelte.
Primele rute comerciale cu adevărat internaționale au fost în jurul comerțului cu mirodenii în perioada romană și medievală. Alte rute comerciale importante dezvoltate în această perioadă includ Drumul mătăsii, Drumul tămâiei, Drumul chihlimbarului, Drumul sării și Drumul comercial trans-saharian.
Economia este o știință socială care studiază producția, distribuția, comerțul și consumul de bunuri și servicii. Probabil primele economii s-au bazat pe oferirea de cadouri în loc de troc. Banii timpurii constau din mărfuri; cea mai veche fiind sub formă de bovine și cea mai folosită fiind cochiliile de ghioc (melci cu cochilia mare). De atunci, banii au evoluat către monede emise de guvern, hârtie și monedă electronică. Există masive inegalități în împărțirea bogăției între oameni; opt cei mai bogați oameni au aceeași valoare monetară cu cea mai săracă jumătate din toată populația umană.